# JR西日本683系電車
683系電車（683けいでんしゃ）は、西日本旅客鉄道（JR西日本）の交直両用特急形電車である。かつては北越急行も保有した。

## 概要
国鉄時代から北陸方面の特急列車で運用されていた485系はリニューアル工事を施工するなど延命を行ったが、経年が30年前後と老朽化が進行しており、その置き換え用として製造されたのが本系列である。681系の増備車として2001年（平成13年）3月3日のダイヤ改正から運用を開始した。
製造メーカーは川崎重工業車両カンパニー・近畿車輛・日立製作所笠戸事業所・日本車輌製造・新潟トランシスである。

## 構造
各番台の共通事項に関してここで記し、増備ごとの変更点は次節で詳述する。

### 車体
車体はアルミニウム合金製とし、妻構体を除く台枠および構体は中空トラス断面のダブルスキン構造を採用する。先頭車両の形状には連結時の編成間の移動を考慮した貫通構造と非貫通構造が存在するが、多客時の増結や他線への転用を考慮した結果、貫通型先頭車両の割合が増加している。非貫通構造の運転台は、681系に倣って前頭部は大型曲面1枚ガラスの流線形とした。先頭部の密着連結器は681系の格納式から固定式に変更し、連結器カバーを簡素化している。前部標識灯は腰部に2基と運転台直上に2基の計4基、後部標識灯は腰部に2基搭載する。
非貫通構造先頭車両に関しては灯具ガラス形状が681系から変更されており、前部標識灯と後部標識灯が一体化されている点が特徴である。また、側窓が681系量産車の四角形タイプから先行量産車（1000番台）に近い直角三角形タイプのものに変更されている。
車体長は21,160/20,670 mm（先頭車/中間車）、車体幅は2,915 mmである。床面高さは681系比で35 mm低い1,125 mmとし、ホームとの段差をより小さくしている。車体断面は既存車両との整合性を考慮して681系とほぼ同一であるが、アルミ押し出し形材を使用して屋根構体を構成することから屋根断面形状をすべて同一とし、屋根高さを60 mm下げている。曲線通過速度は681系と同様に半径700 mのカーブの場合で最大本則+25 km/hの走行が可能である。
側面窓はUVカットガラスを使用し、座席2列毎の独立窓になっているが、窓と窓の間を黒塗装で繋げることで連続窓の様に見せて681系と併結した時に違和感が出ないようにしている。
落成時から、中間車妻面に転落防止幌が取り付けられている。

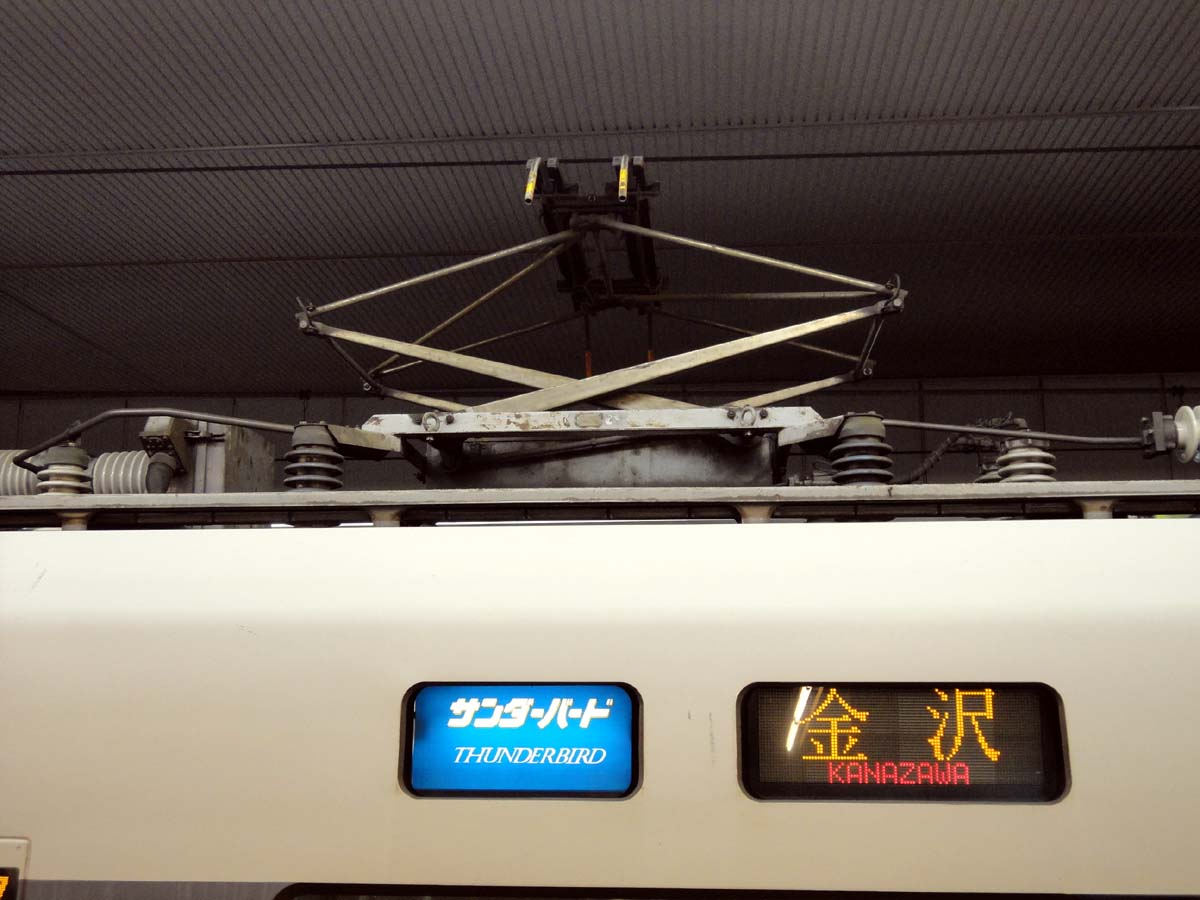
下枠交差式パンタグラフ （0番台）

### 主要機器
電動車（M車）は直流電車相当の機器のみを搭載し、付随車（Tp車）に集電装置・変圧器・整流器などの交直流対応装備が搭載されるというM-Tp（pはパンタグラフのp）ユニット構成となっている。これにより、電動車は直流電車と機器の共通化が容易となり、保守上も特高圧機器と高低圧機器の混在によるトラブル防止のメリットがある。それに加えて、ユニットを組まない付随車（T車）を組み込むことで編成を構成している。ユニット間に付随車を挟んでM-T-Tpといった組成も可能となっている。
M車には車両制御装置と空気圧縮機を、Tp車には主変圧器、主整流器、集電装置を搭載する。主変圧器（WTM27）は走行風利用自冷式を採用し、1,200 kVAの容量を備える。
主整流器 WPC12 は、通商産業省資源エネルギー庁によって示された「高圧又は特高圧で受電する需要家の高調波ガイドライン」に対応するために、自励式PWMコンバータが採用されている。2群構成となっており、故障時には1群を開放することで継続運転が可能となっている。
車両制御装置は、IGBT素子を使用した3レベル電圧形PWMインバータ WPC11 である。1基の装置中にインバータを5基（主回路部4基+補助電源部1基）搭載し、インバータ1基で1台の主電動機を制御する1C1M制御方式を採用している。補助電源部が故障した際には主回路用インバータをCVCF制御することで補助電源のバックアップとしている。
空気圧縮機は除湿装置と一体化した、低騒音型スクリュー式 WMH3098-WRC1600 を搭載する。スクリュー式空気圧縮機は223系2000番台などでの採用実績がある。
集電装置は、681系と同一の下枠交差式パンタグラフ WPS27C である。4000番台は集電装置への着雪防止が考慮されたためシングルアーム式 WPS28D に変更された。
主電動機はかご形三相誘導電動機 WMT105 が採用され、電動車両に4基搭載する。信越本線などの勾配線区への乗り入れを考慮し、1時間定格出力を245 kWに増強している。
空調機器は、集中式の WAU704B が1両あたり1基搭載される。ロールフィルタ部に空気清浄機機能を搭載し、送風機の制御段数が2段から3段へと増加させることでより細かな制御が可能になっている。また、環境対策から冷媒がフロンから3種混合ガスに変更されている。冷凍能力は36,000 kcal/hである。
デッドセクション通過時は運転席の交直切替スイッチを操作することで主回路が切り替わる。車内照明は直流電源方式で、デッドセクション通過時には蓄電池からの供給に切り替わるため、基本的に消灯しない。
台車は、軸はり式のボルスタレス台車WDT301（電動台車）・WTR301（付随台車）である。乗り心地改善のために空気ばね中心間隔が30 mm拡大されて1,980 mmとなり、床面高さの低下から、側枠の形状を変更し枕ばね取り付け位置が20 mm引き下げられた。また、走行中のローリングを抑制するアンチロール装置のトーションバーを、車体から遠ざかる形になる台車枠側に取り付けることで客室内の騒音低減を図っている。ヨーダンパも設置されている。
WDT301 の基礎ブレーキ装置は踏面ユニット方式である。これは、130 km/hを超える速度での運用を考慮していないためであり、将来的には681系で採用されたキャリパ式ディスクブレーキ方式に変更できるよう準備工事がなされている。WTR301 の基礎ブレーキ装置は、踏面ブレーキとディスクブレーキ（1軸2枚）の併用である。
保安装置は、新製当初からATS-SWおよびATS-Pのほか、EB・TE装置が搭載される。警笛は、タイフォン、ホイッスルおよび電子笛が先頭車両床下に搭載されている。
運転席速度計のデジタルメーター計から、アナログメーター系に変更された。

### 車内
編成中の付随車（3両に2両の割合）でトイレ・洗面所が設置され、そのうち編成中の1か所は車椅子に対応したものである。
客室両端には、3色LED式の車内案内表示装置が設置されており、4000番台は大型化されている。また、乗降扉にはドアチャイムが設置されている。音色は223系などと同一である。 デッキと客室との仕切扉は自動ドアであるがタッチセンサー式とすることで混雑時の仕切扉の無駄な開閉が見直された。
普通車は通路を挟んで横2列+2列の4アブレストでリクライニングシートが配置されており、肘掛内蔵テーブルやシートバックテーブル・読書灯（網棚底部に設置）が備えられている。シートピッチは970 mmで、座席モケットの色は奇数号車がサーモンピンク・偶数号車がグレーブルーと分けられているが、4000番台では全車がブルーに統一され腰掛の形状変更により乗り心地の向上が図られている。
グリーン車は通路を挟んで横2列+1列の3アブレストでリクライニングシートが配置されている。シートピッチは1,160 mmで、肘掛内蔵テーブルやフットレストが備えられている。681系や新幹線500系電車のグリーン席と同様に、背もたれ上部にヘッドレストが装備されているのが特徴である。
2000番台には普通車の最前列・最後尾列の座席にモバイル用コンセントが設置されており、4000番台は普通車車端席に加えてグリーン車の全席にも設置が拡大されている。
4000番台は携帯電話の普及を受けて車内公衆電話は製造当初から設置されておらず、携帯電話の通話などに利用できるフリースペースを2・6・8号車に設置している。このスペースは当初喫煙ルームを予定していたが、製造中に在来線特急全面禁煙化の方針に転換したため、『鉄道ファン』『鉄道ピクトリアル』両誌に掲載された形式平面図では業務用室扱いとなっていた。その後、営業運転開始とともに携帯電話の通話などに利用できるフリースペースとして機能することになった。

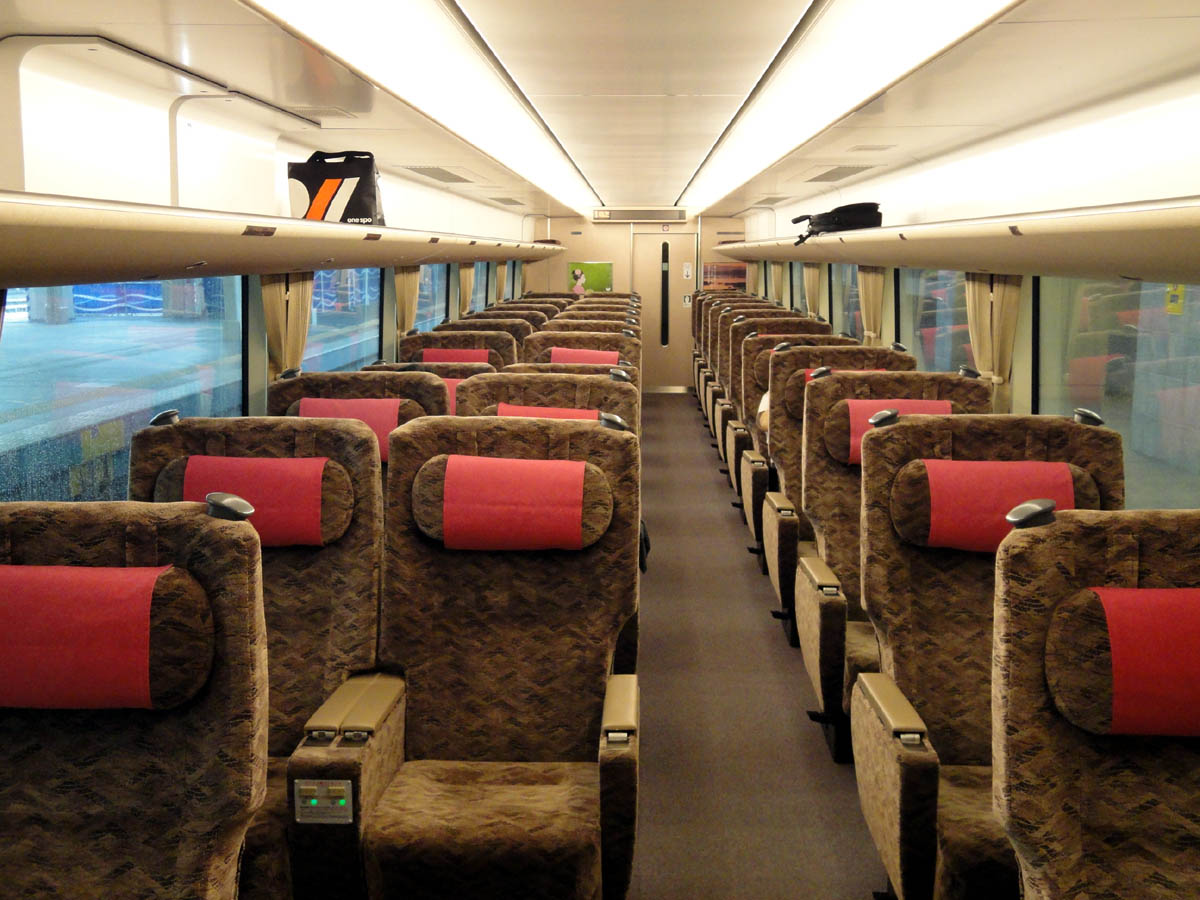
グリーン車 （4000番台）
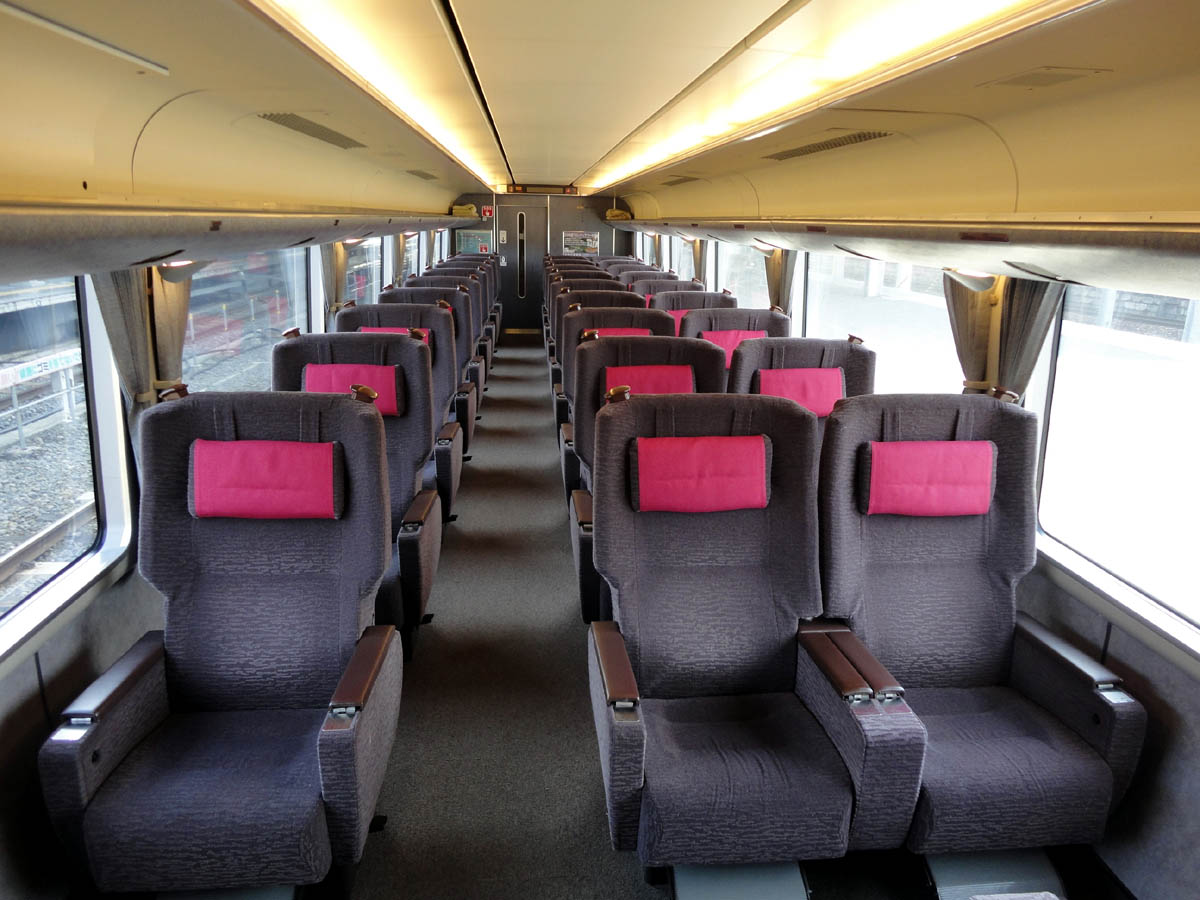
グリーン車 （2000番台）
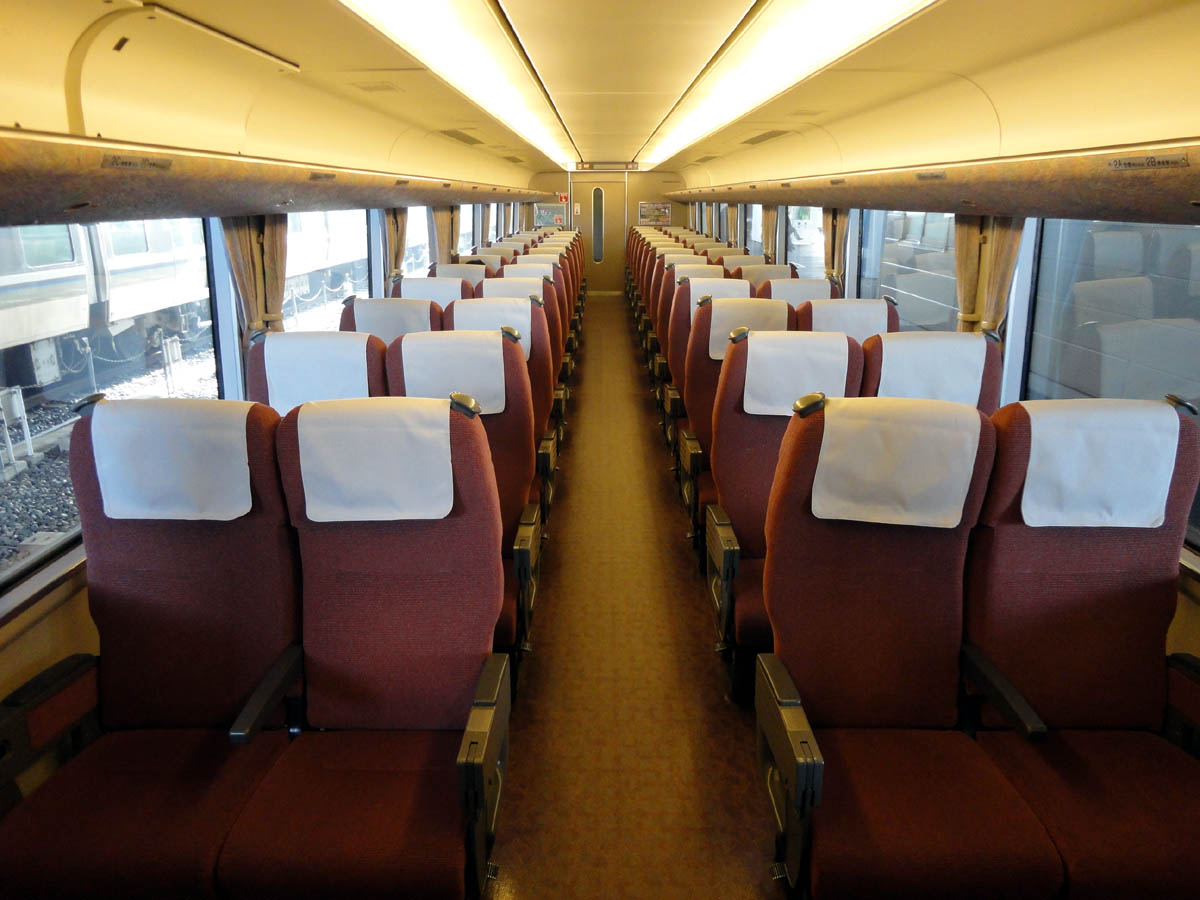
普通車 （2000番台）
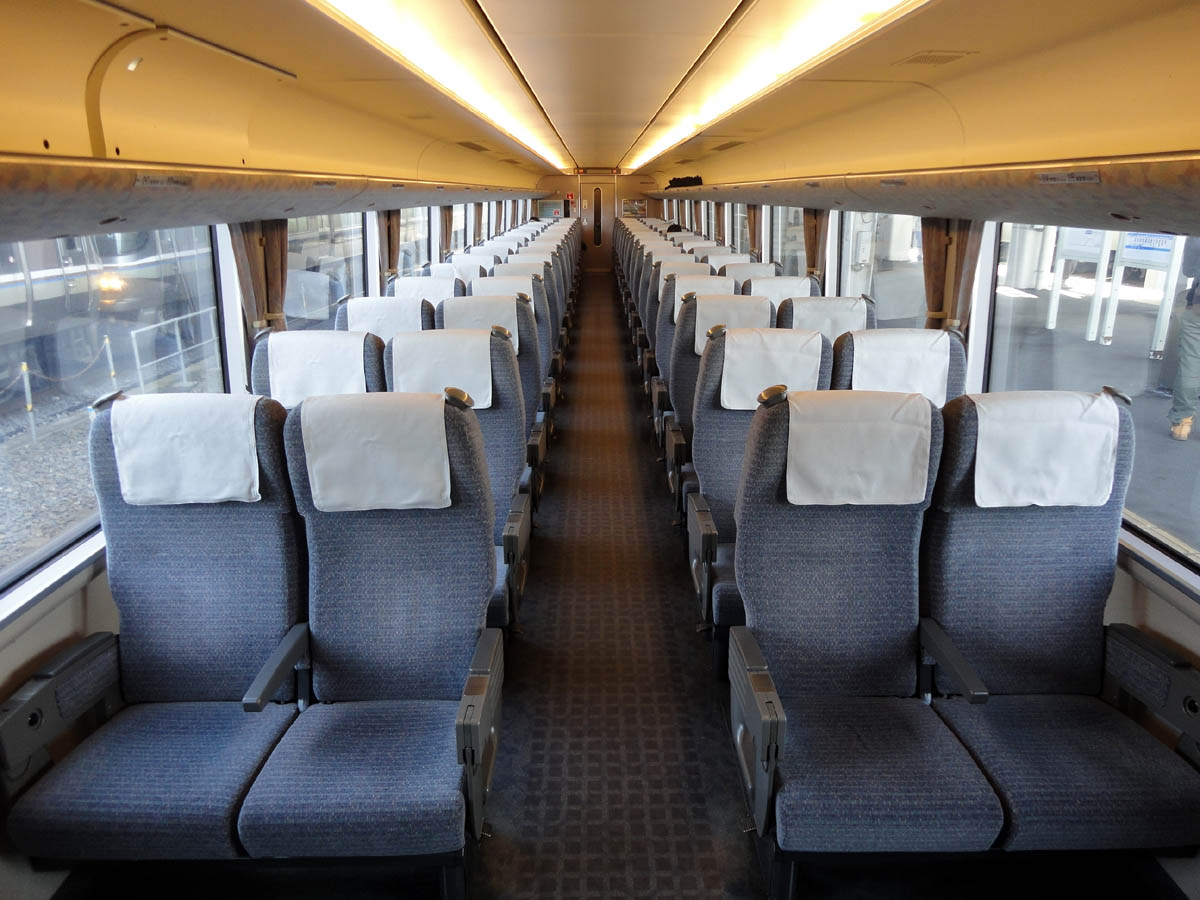
普通車 （2000番台）
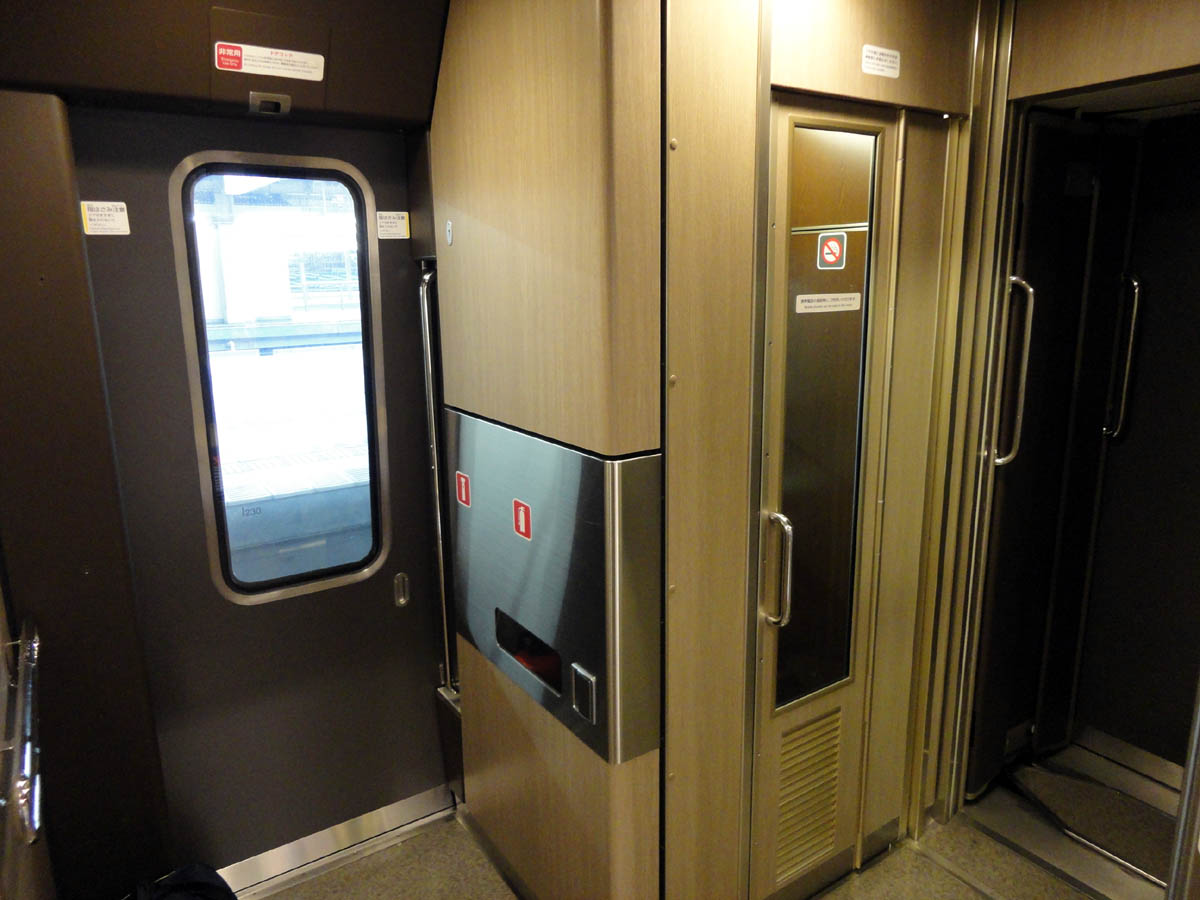
4000番台デッキ部。 右側がフリースペースの入口。

## 形式
電動車は奇数形式、付随車については電動車とユニットを組み集電装置と特高圧機器を搭載するTp車が偶数形式、単独付随車であるT車が奇数形式を称する。車両の向きによる形式区分はされていない。
- クモハ683形（Mc）

車体前位に運転台をもつ普通車で、クハ682形・サハ682形とユニットを組んで使用される。後位に車椅子対応設備を設け、車両制御装置・電動空気圧縮機などが搭載されている。
- モハ683形（M）

編成の中間に組成される運転台のない普通車で、クロ682形・クハ682形・サハ682形とユニットを組んで使用されている。車両制御装置・電動空気圧縮機などが搭載されている。
- クロ683形（Tsc）

車体後位に運転台を持つグリーン車である。前位にトイレ・洗面所を設ける。
- クロ682形（Tpsc）

車体後位に運転台を持つグリーン車で、モハ683形とユニットを組んで使用されている。前位にトイレ・洗面所・喫煙コーナーを設け、主変圧器・主整流装置・集電装置などが搭載されている。
- クハ683形（Tc）

車体前位に運転台をもつ普通車である。後位にトイレ・車椅子対応設備を設ける。
- クハ682形（Tpc'）

車体後位に運転台を持つ普通車で、クモハ683形・モハ683形とユニットを組んで使用されている。前位にトイレ・洗面所を設け、主変圧器・主整流装置・集電装置などが搭載されている。
- サハ683形（T）

編成の中間に組成される、運転台のない普通車である。トイレ・洗面所・車内販売準備室・車椅子対応設備・多目的室・自動販売機・業務用室・車掌室が備えられている。
- サハ682形（Tp）

編成の中間に組成される、運転台のない普通車で、クモハ683形・モハ683形とユニットを組んで使用されている。前位にトイレ・洗面所・公衆電話を設け、主変圧器・主整流装置・集電装置などが搭載されている。

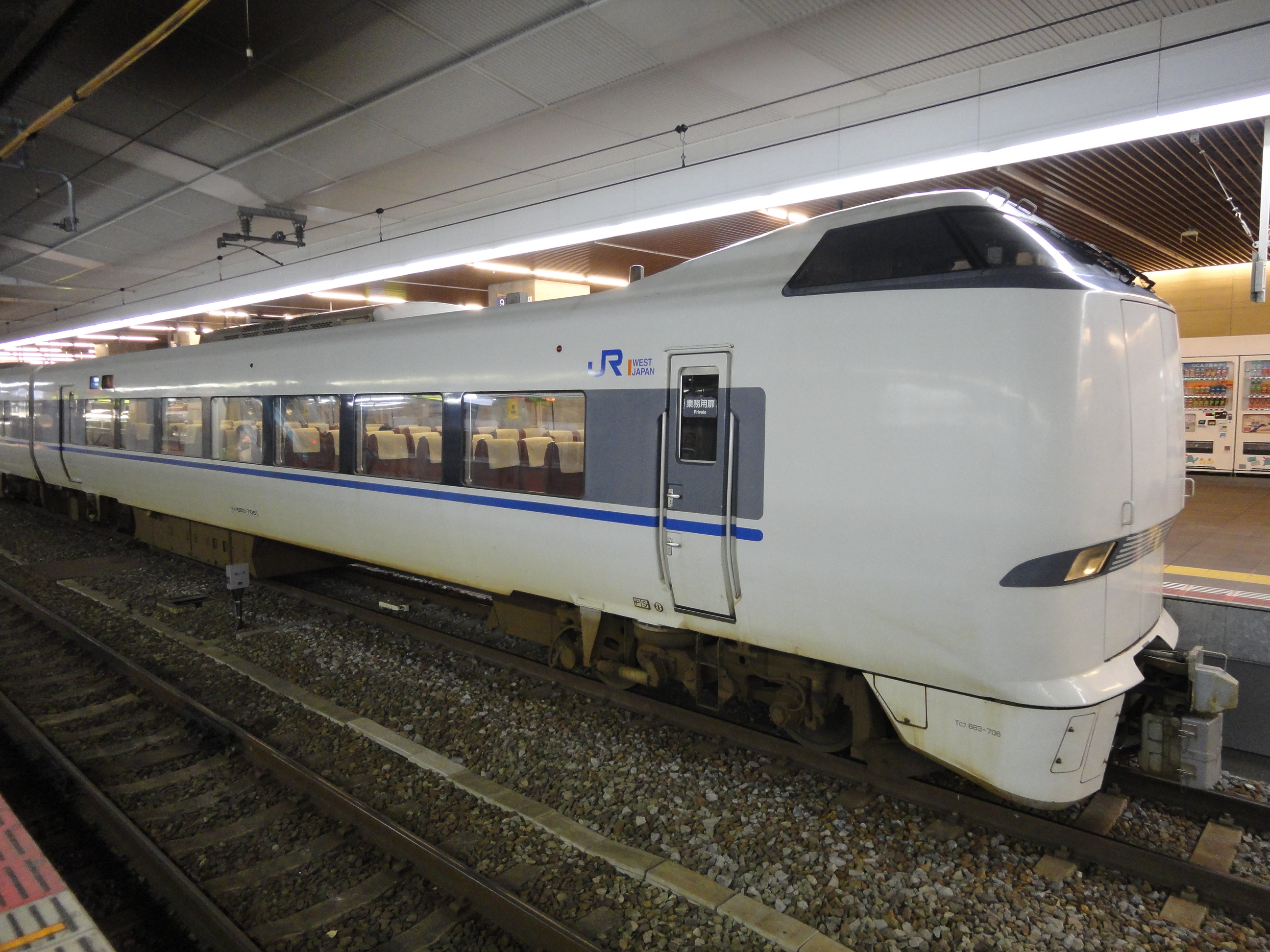
クハ683 （0番台）
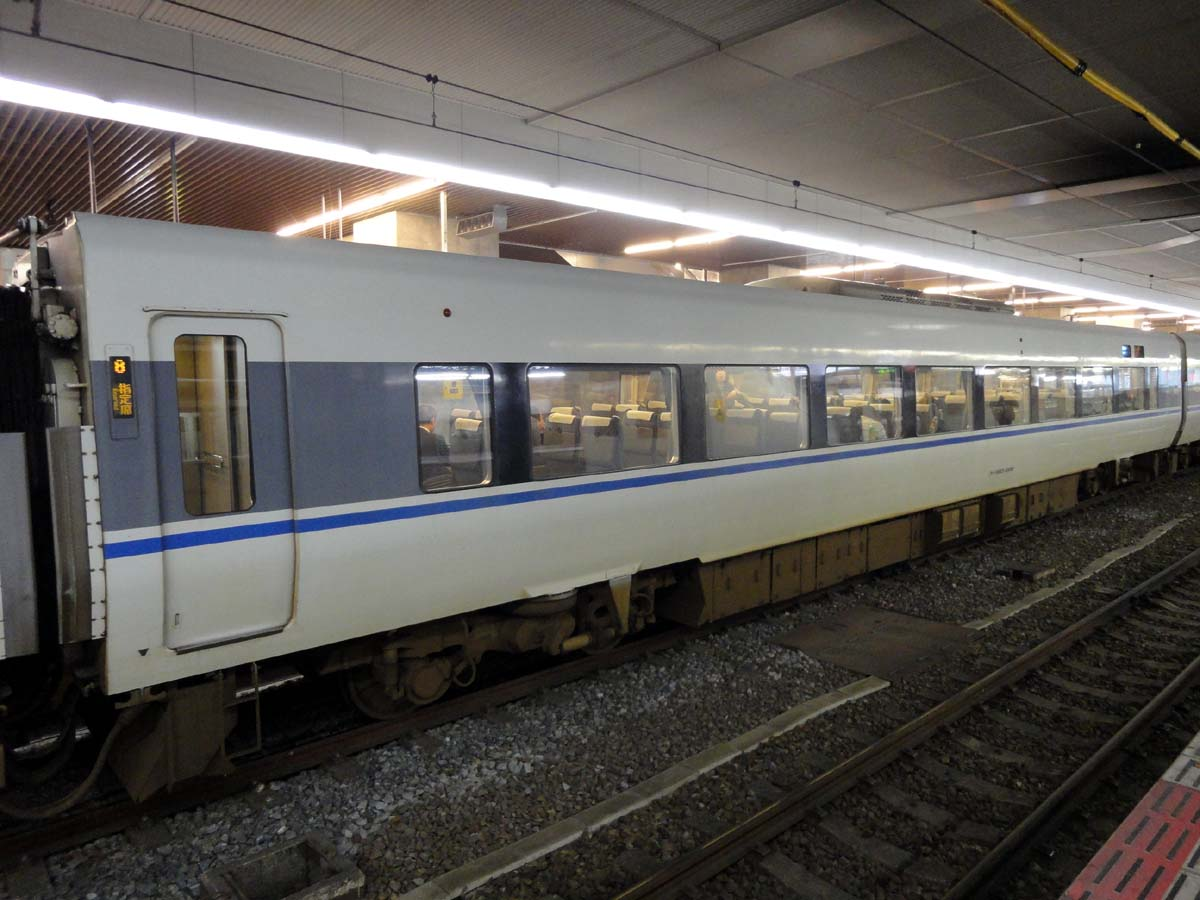
モハ683 （0番台）
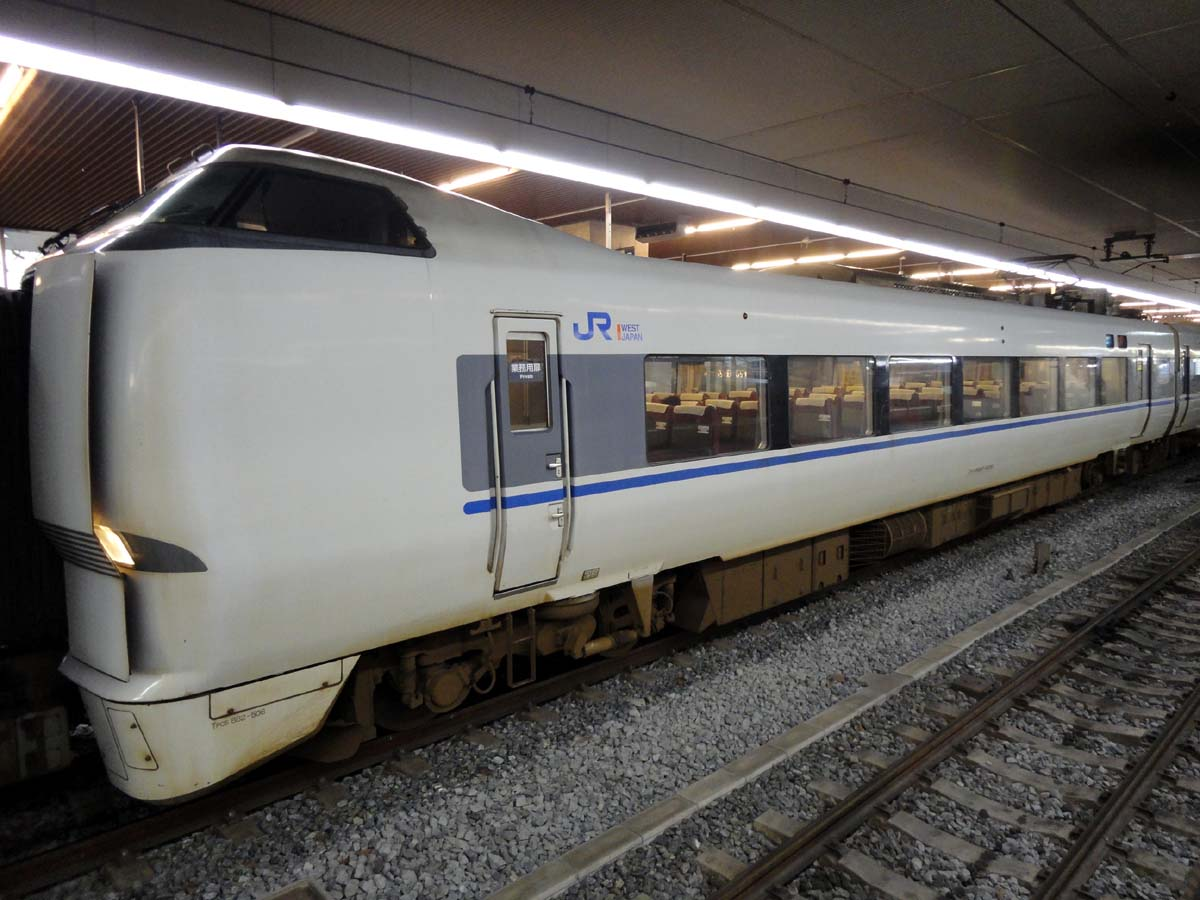
クハ682 （0番台）
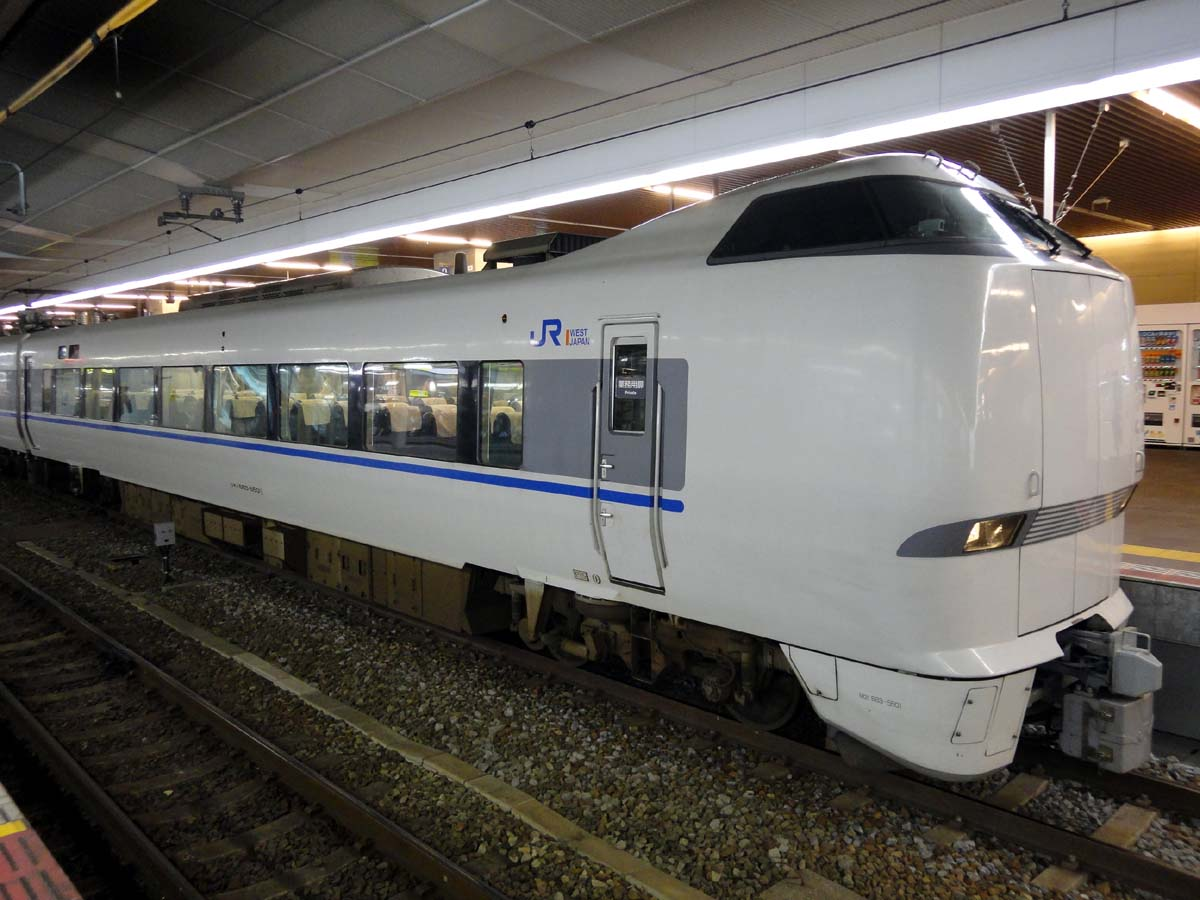
クモハ683 （4000番台）
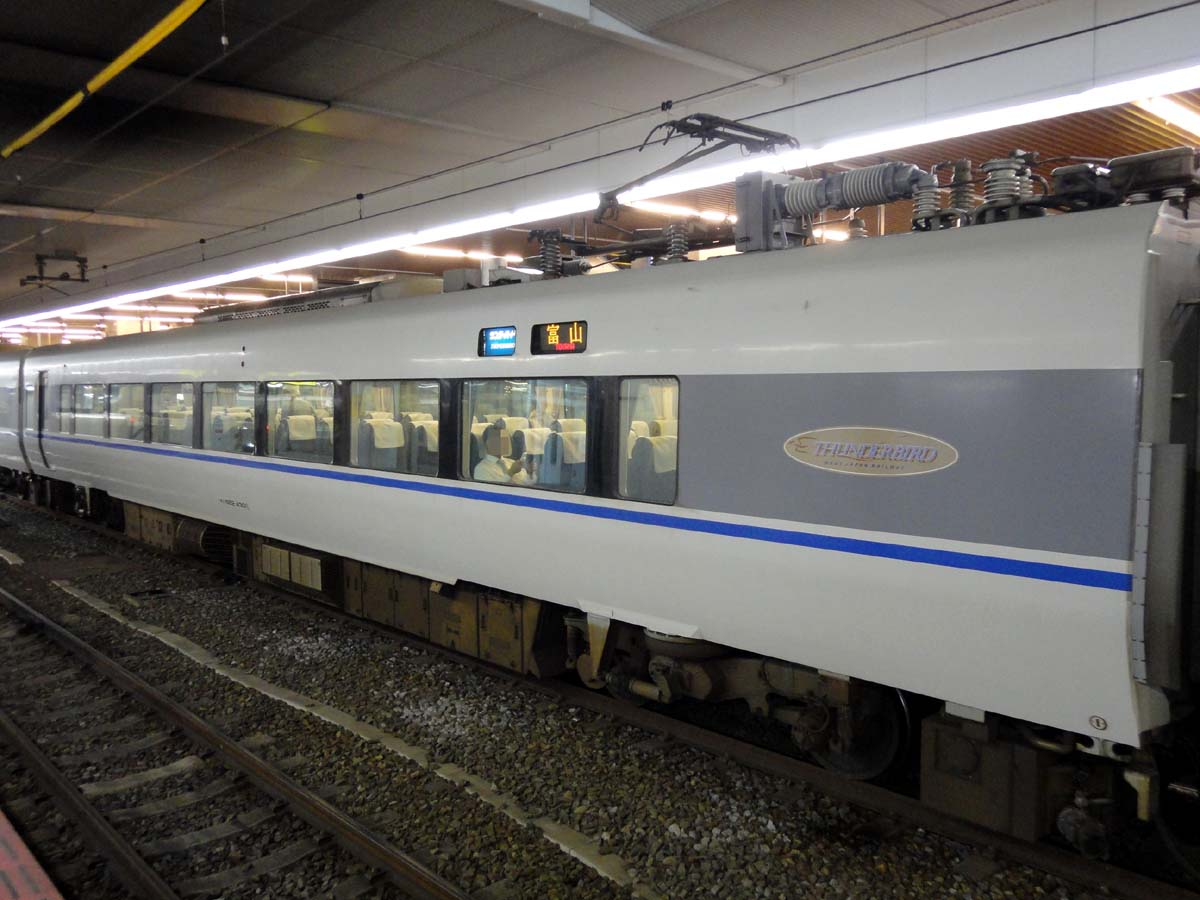
サハ682 （4000番台）
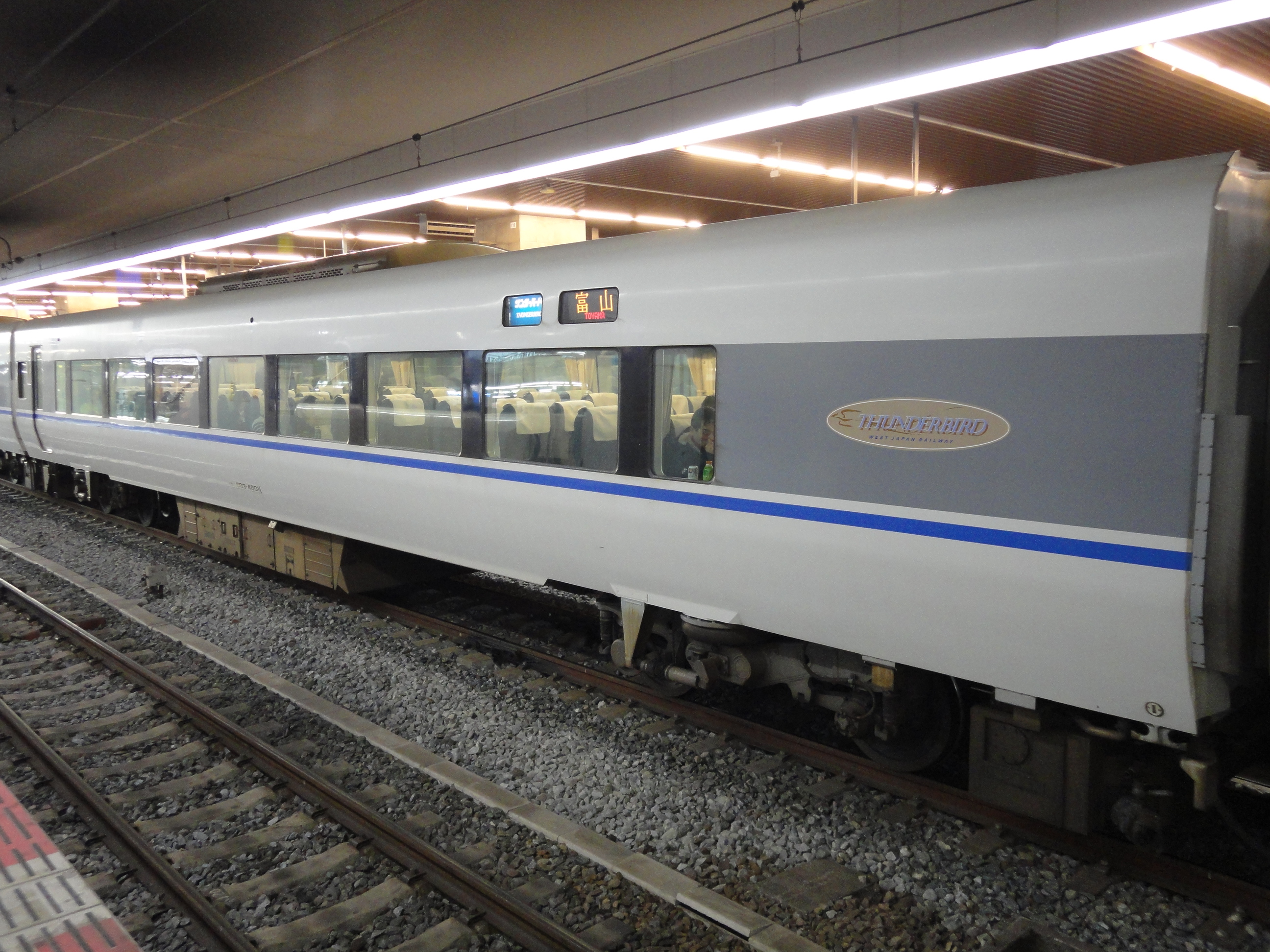
サハ683 （4000番台）
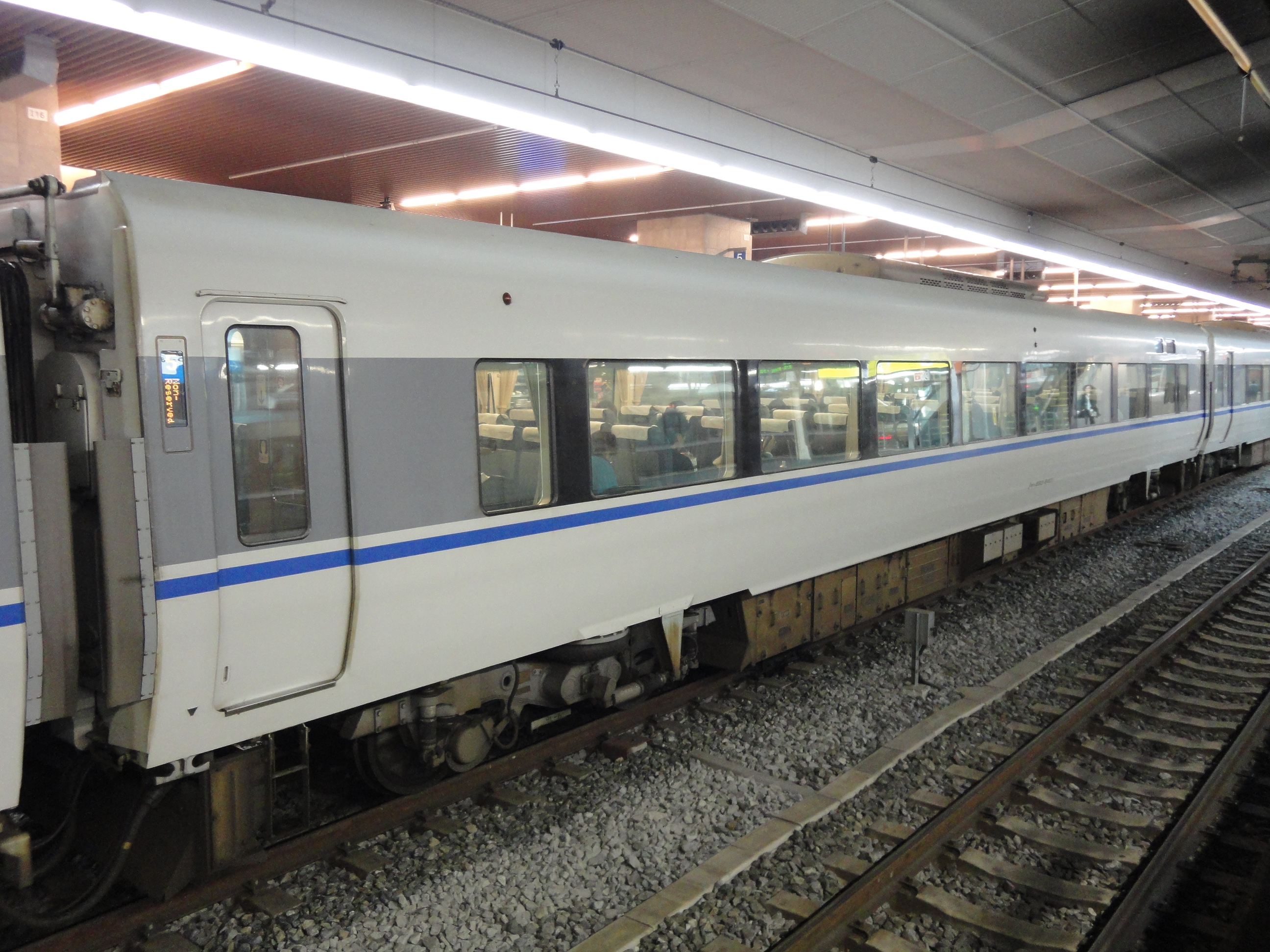
モハ683 （4000番台）
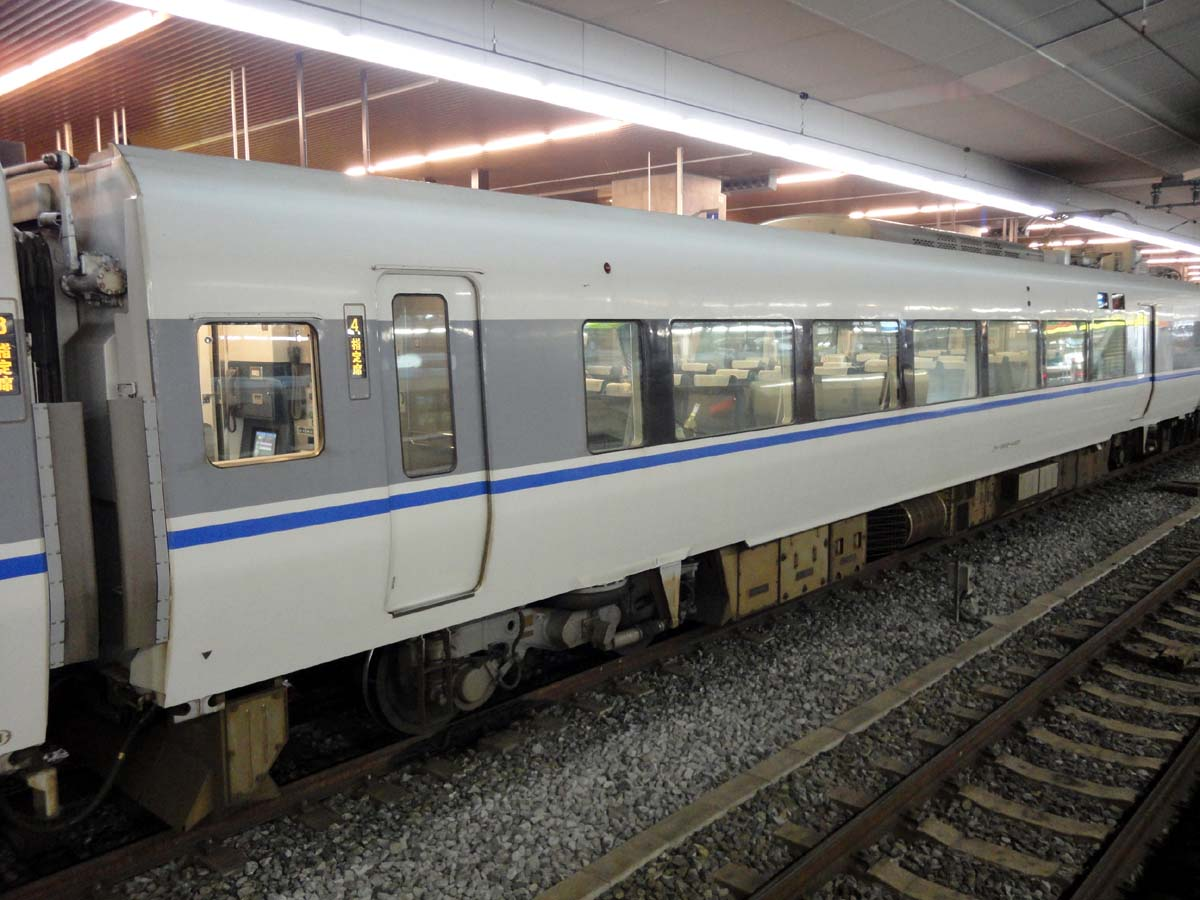
サハ682 （4000番台）
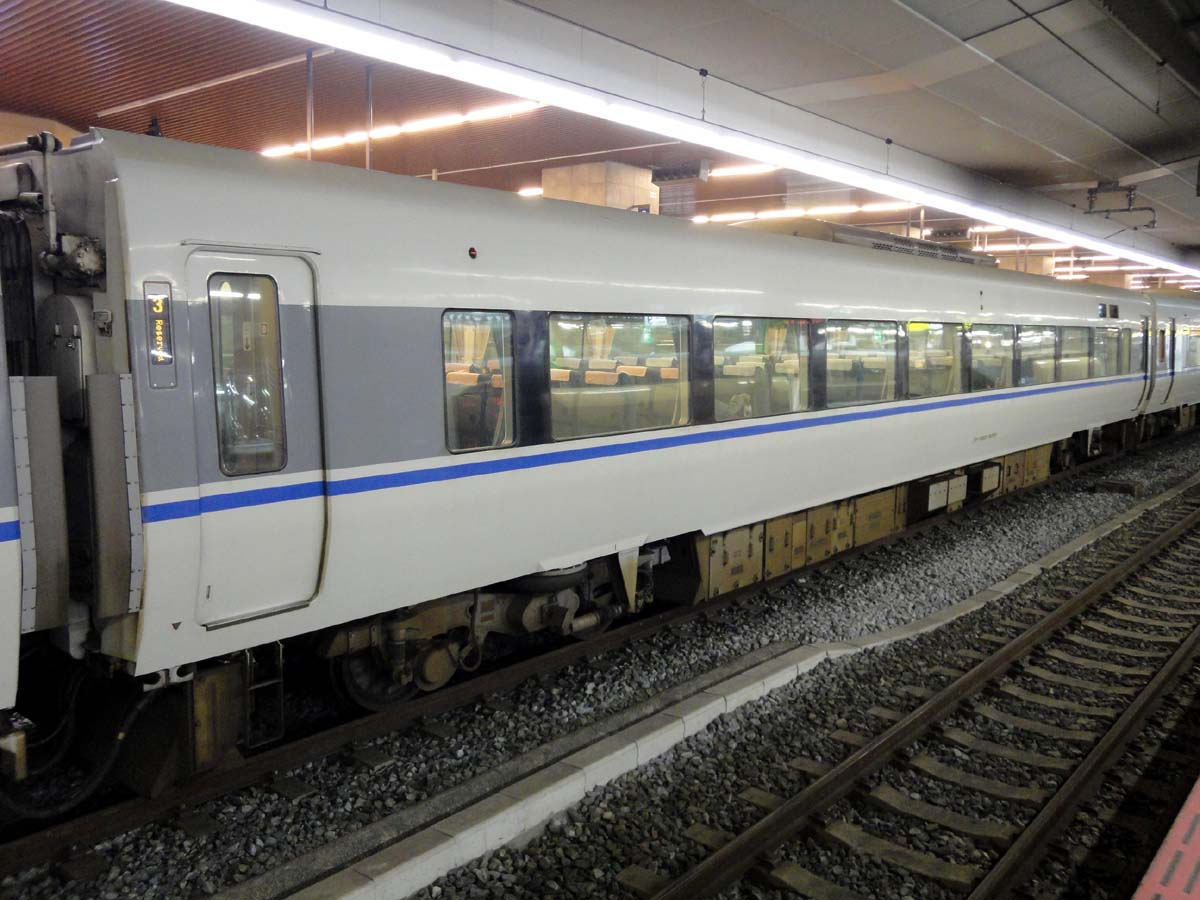
モハ683 （4000番台）
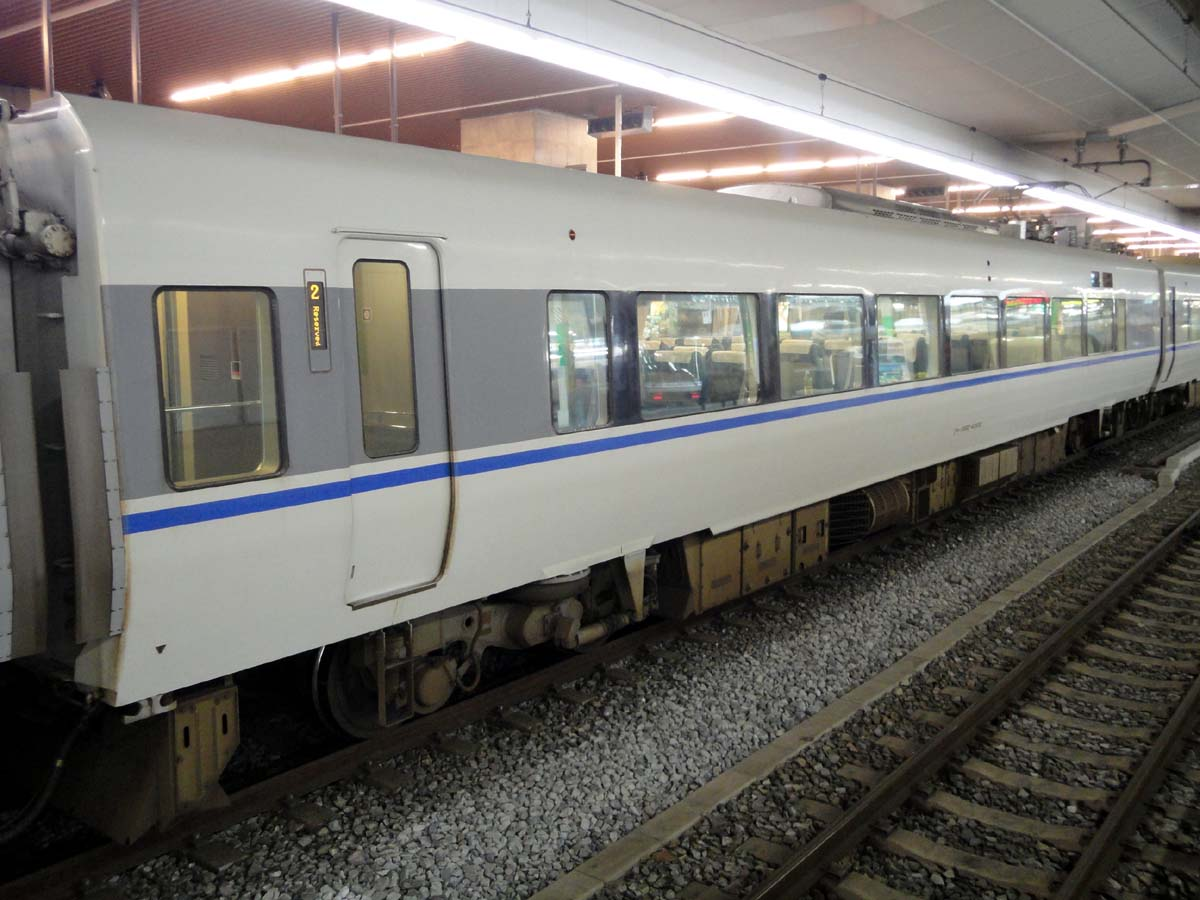
サハ682 （4000番台）
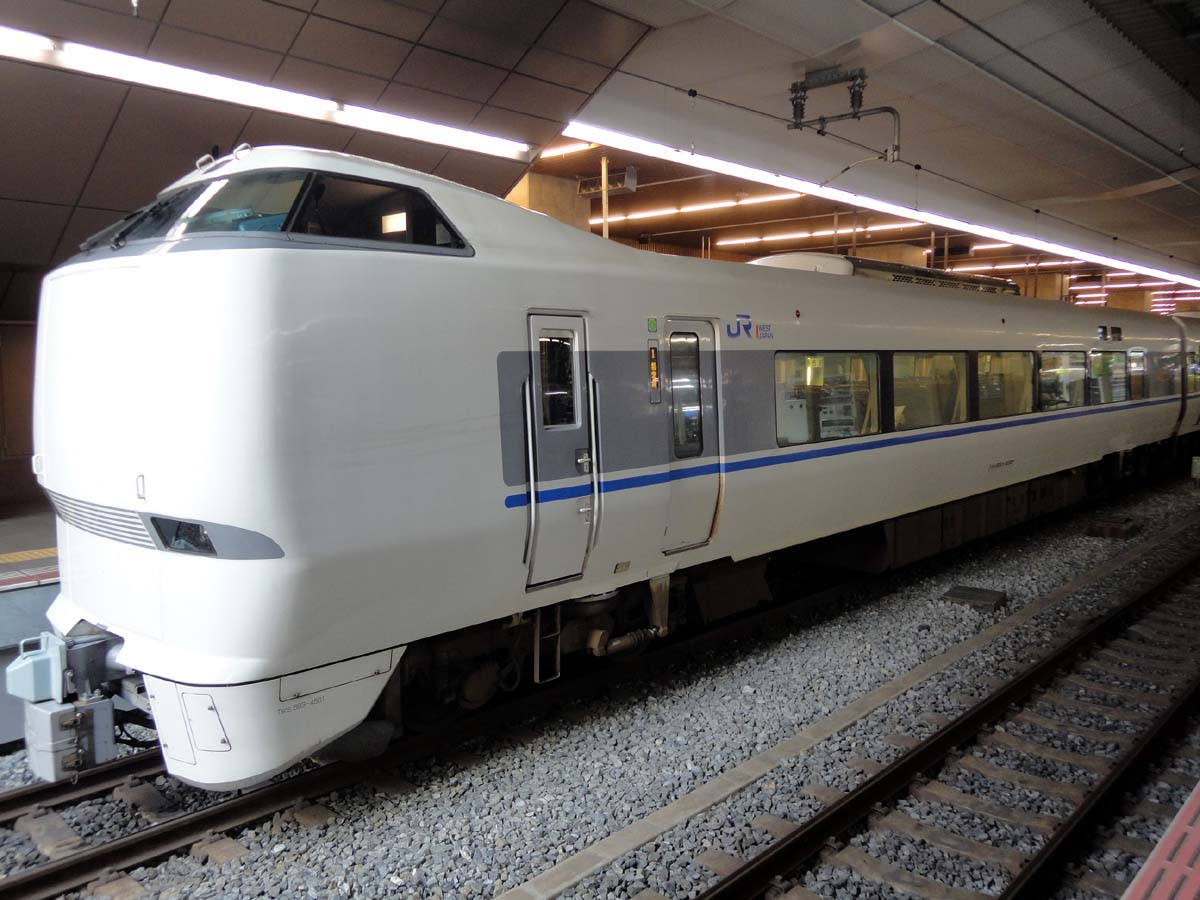
クロ683 （4000番台）

## 番台別解説

### 0番台
2001年（平成13年）から2002年（平成14年）にかけて6両基本編成×6本（T21 - T26編成）、3両付属編成×6本（T31 - T36）が製造された。車体側面には681系T編成と同様に THUNDERBIRD と表記したエンブレムを配している。色は■グレーと■ブルーと□ホワイトである。
付属編成については、編成の両側を貫通構造にすることで、基本6両+付属3両+付属3両などの柔軟な編成ができるようになっている。
2001年（平成13年）3月3日ダイヤ改正で全ての「スーパー雷鳥」を置き換えるために、2001年（平成13年）1月から2月にかけて基本編成4本（T21 - T24編成）、付属編成4本（T31 - T34編成）の36両が落成した。
681系T編成をJR西日本持ちの「はくたか」で運用していた485系8両編成2本の置き換えに転用する分の補充として、2001年（平成13年）12月から翌年2月にかけて基本編成（T25・T26編成）と付属編成（T35・T36編成）各2本の18両が落成した。
後述する4000番台の増備により、全車両が2009年（平成21年）10月から2011年（平成23年）3月にかけて京都総合運転所（現：吹田総合車両所京都支所）に転出し、編成番号については基本編成がT21 - T26からW31 - W36に、付属編成がT31 - T36からV31 - V36に変更された。
2015年（平成27年）、基本編成の方向転換を行い、金沢寄りの先頭車はグリーン車となった。
2024年（令和6年）6月23日に開催された「吹田総合車両所車両撮影ツアー」にて、W32編成が「サンダーバード」のロゴマークを撤去しオレンジ帯を追加した「しらさぎ色」で公開され、同年7月9日に試運転を実施、同年12月2日より新塗装での運用を開始した。

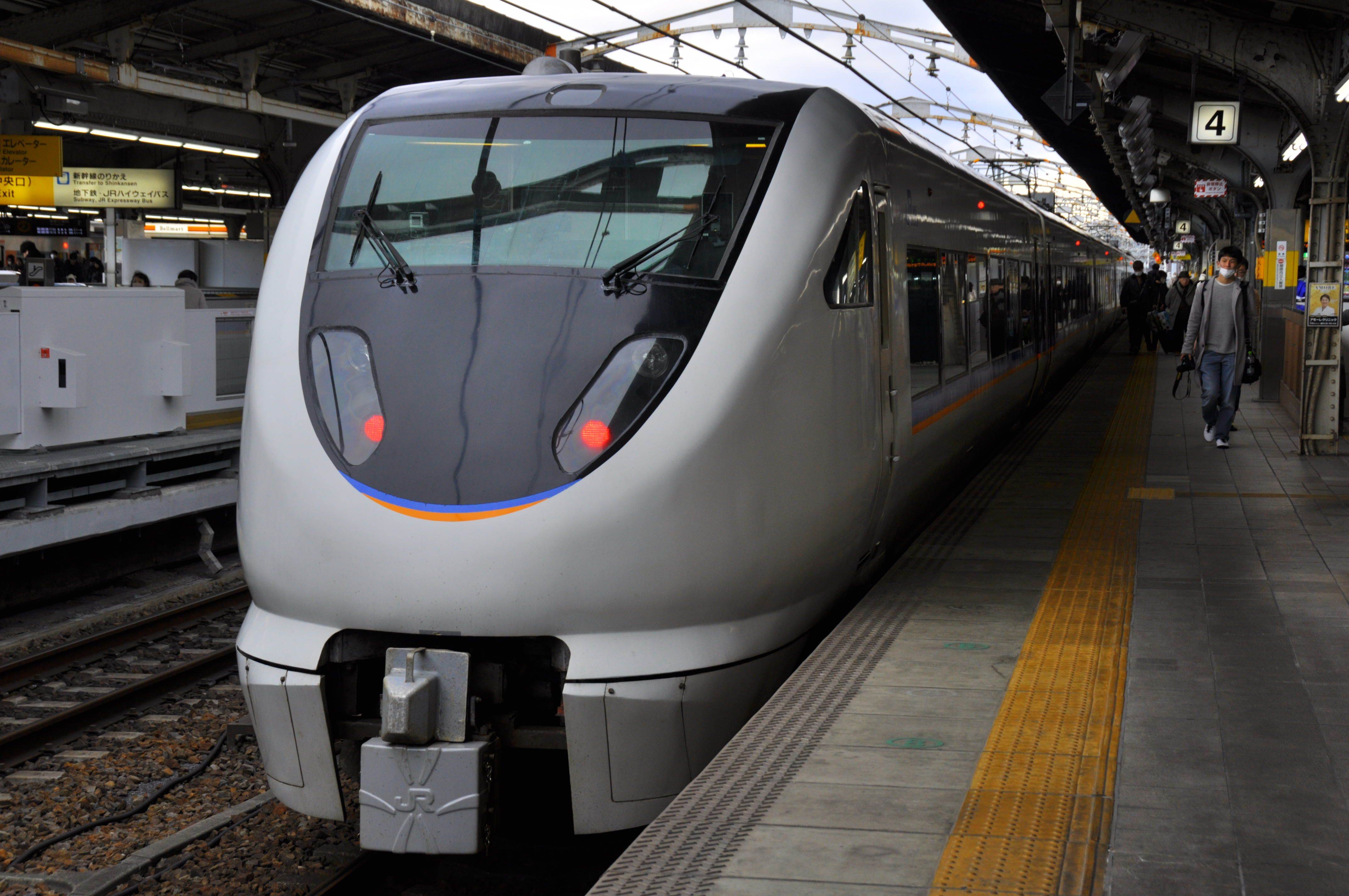
しらさぎ色（非貫通型先頭車） （2024年12月28日 名古屋駅）
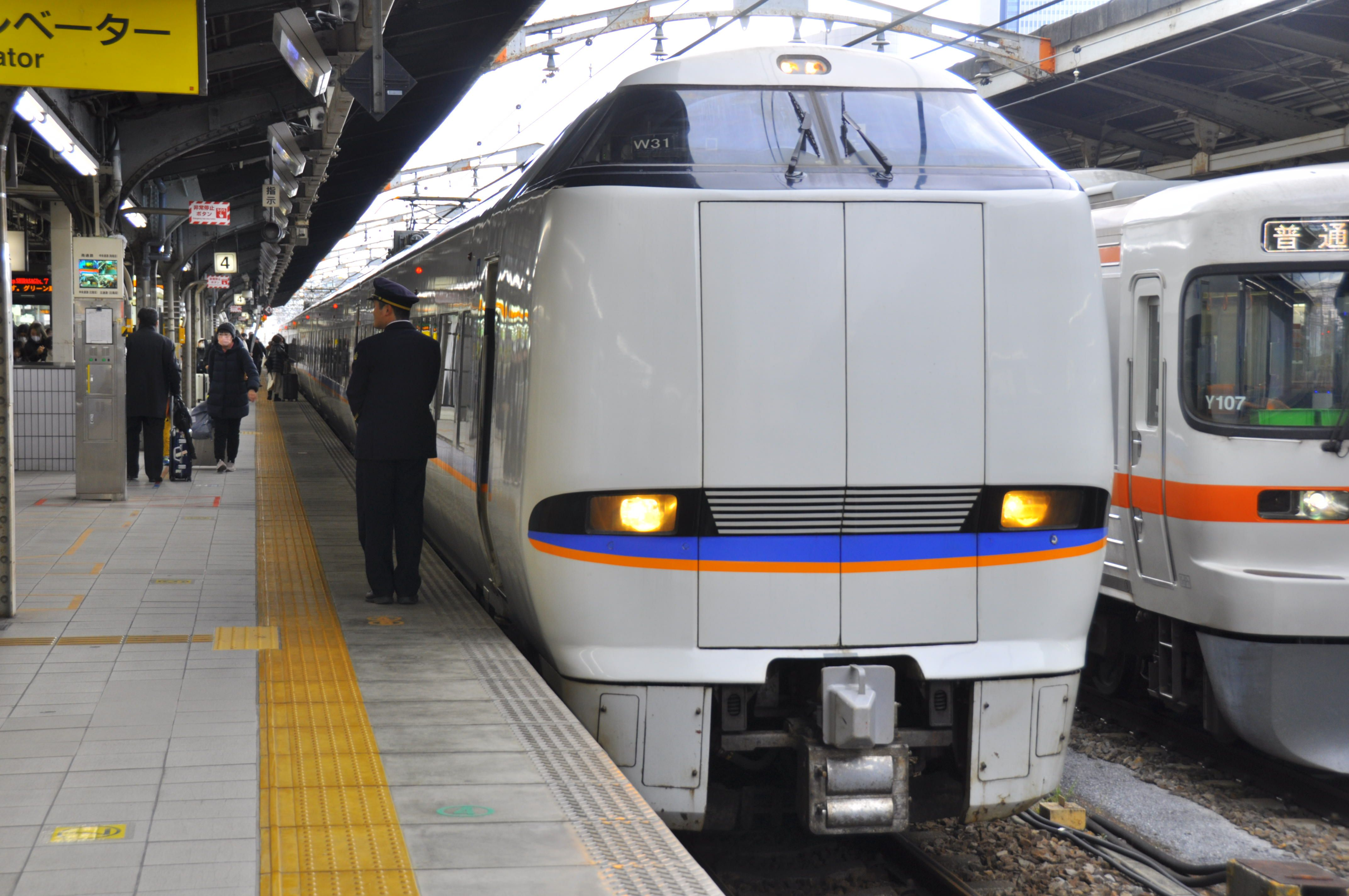
しらさぎ色（貫通型先頭車） （2024年12月28日 名古屋駅）

| ← 敦賀／名古屋大阪・米原（北陸本線） → | ← 敦賀／名古屋大阪・米原（北陸本線） → | ← 敦賀／名古屋大阪・米原（北陸本線） → | ← 敦賀／名古屋大阪・米原（北陸本線） → | ← 敦賀／名古屋大阪・米原（北陸本線） → | ← 敦賀／名古屋大阪・米原（北陸本線） → |
| -------------------------------------- | -------------------------------------- | -------------------------------------- | -------------------------------------- | -------------------------------------- | -------------------------------------- |
| クロ683 -#0 （Tsc）                    | ◇ サハ682 -#0 （Tp）                   | モハ683 -#1000 （M）                   | サハ683 -#300 （T）                    | ◇ サハ682 -#0 （Tp）                   | クモハ683 -#1500 （Mc）                |
| ◇ クハ682 -#500 （Tpc'）               | モハ683 -#1300 （M）                   | クハ683 -#700 （Tc）                   |                                        |                                        |                                        |

### 2000番台

#### 「しらさぎ」用編成

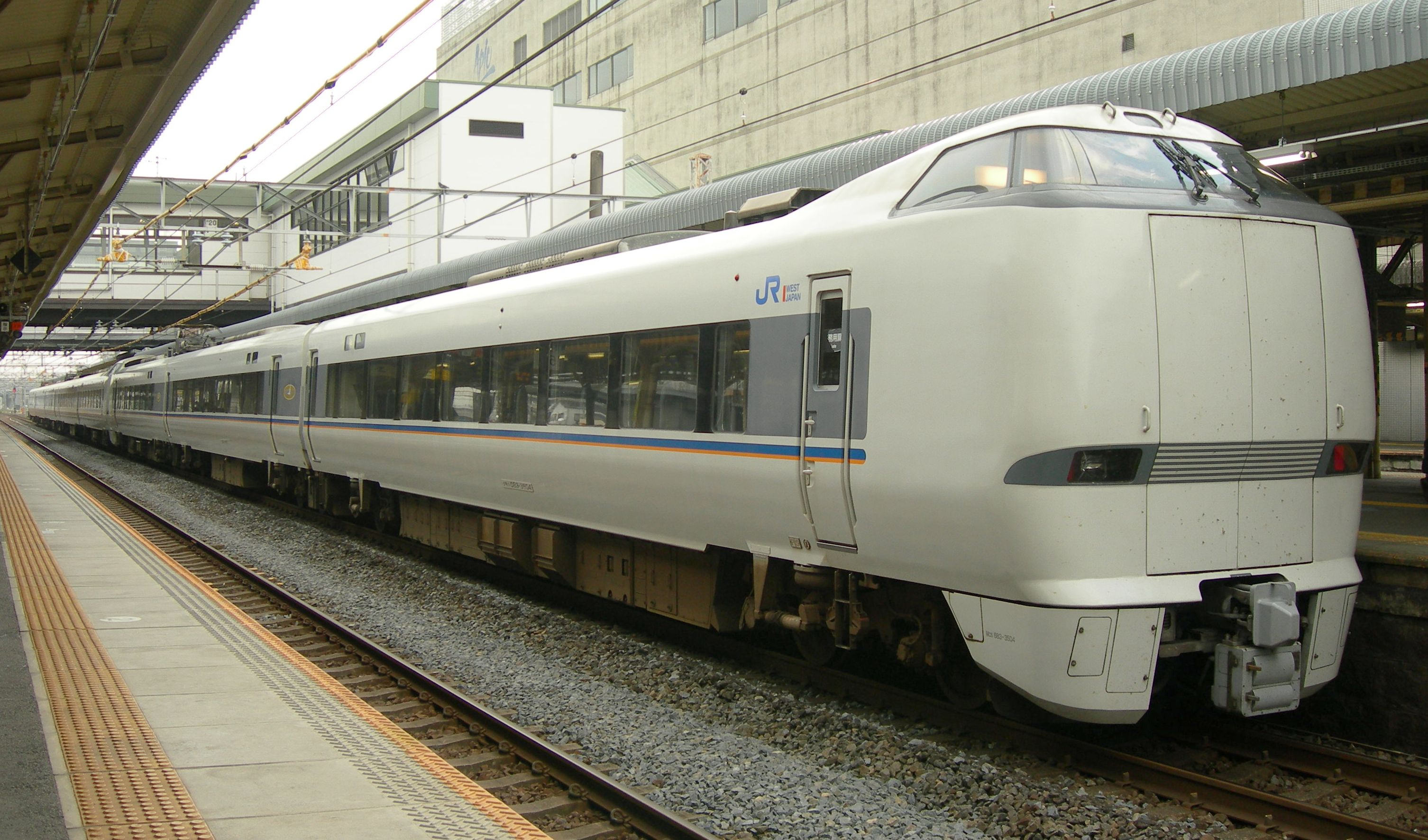
「しらさぎ」用
2000番台S編成（貫通先頭車）

「しらさぎ」「加越」で使用していた485系の置き換えを目的として、2002年（平成14年）- 2003年（平成15年）にかけて5両基本編成×12本（S1 - S12編成）、3両付属編成×9本（S21 - S29）が製造された。車体側面には白鷺のイラストを添えた SHIRASAGI のエンブレムを配していた。投入当初はエンブレムの上部に小さくShirasagi Kaetsuと表記した（登場時のパンフレットでも確認できる）が、「加越」の名称が消滅した2003年（平成15年）10月以降に消されている。客室窓の下部の帯は「サンダーバード」用T編成の青一色と異なり上側が青 ■、下側をオレンジ色 ■とし「サンダーバード」用のものより若干帯が太い。オレンジ色のラインに関してJR西日本では「『サンダーバード』との誤乗車を防ぐために入れた。名古屋に直通するイメージを簡単にあらわしたものである」としている。これらのカラーパターンは先代の485系リニューアル車でも使われていた。
この番台のクロ682形のみ乗降口が先頭の運転台側にあり、他の番台では乗降口がある場所には2枚の窓を縦に繋げ独立した喫煙スペースを設けたが、2009年（平成21年）6月からは前述のように全面禁煙となったため禁煙のフリースペースに変更された。 
2003年（平成15年）3月15日ダイヤ改正で名古屋駅 - 富山駅間の「しらさぎ」4往復に投入するために、2002年（平成14年）11月から12月にかけて、基本編成4本（S01 - S04編成）、付属編成6本（S21 - S26編成）の38両が落成した。同年6月1日に、485系で運転されていた残りの「しらさぎ」の4往復を本系列で置き換えるために、2003年（平成15年）4月から5月にかけて、基本編成4本（S05 - S08編成）、付属編成2本（S27・S28編成）の26両が落成した。同年7月19日に、485系で運転されていた「加越」の置き換え用として2003年（平成15年）6月から7月にかけて基本編成4本（S09 - S12編成）、付属編成1本（S29編成）の23両が落成した。
2015年（平成27年）3月14日のダイヤ改正で「しらさぎ」が681系もしくは元北越急行の683系8000番台での運転に統一され、2000番台は前日限りで運用から離脱し撤退した。「しらさぎ」撤退直後には一部列車での代走に入ったこともあったが、その後直流化改造を受け289系に形式変更された。
| ← 和倉温泉・富山／名古屋米原 → | ← 和倉温泉・富山／名古屋米原 → | ← 和倉温泉・富山／名古屋米原 → | ← 和倉温泉・富山／名古屋米原 → | ← 和倉温泉・富山／名古屋米原 → |
| ------------------------------ | ------------------------------ | ------------------------------ | ------------------------------ | ------------------------------ |
| ◇ クロ682 -#2000 （Tpsc）      | モハ683 -#3400 （M）           | ◇ サハ682 -#2200 （Tp）        | サハ683 -#2500 （T）           | クモハ683 -#3500 （Mc）        |
| ◇ クハ682 -#2700 （Tpc'）      | サハ683 -#2400 （T）           | クモハ683 -#3500 （Mc）        |                                |                                |

#### 「サンダーバード」用編成

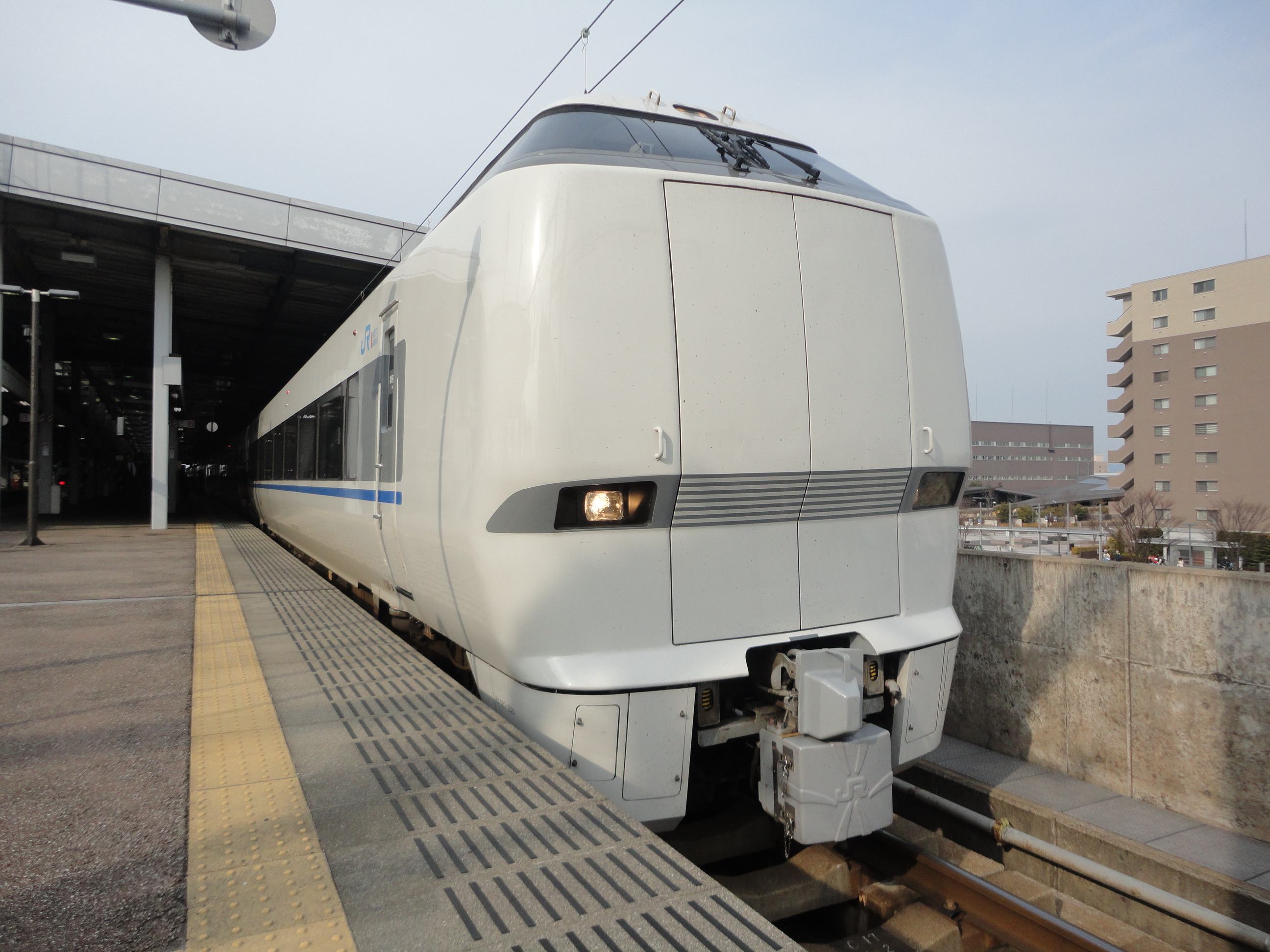
「サンダーバード」用
2000番台R編成

2005年（平成17年）に「サンダーバード」増結用に2000番台3両編成×4本（R10 - R13）の12両が製造された。方向転換（S編成とは向きが逆）を行ってT編成との整合性を取っている。また、車両番号はS編成からの連番になっている。全車が近畿車輛で製造されている。
ドア位置をS編成と同じにすることで、6号車（9号車）富山・和倉温泉寄りと7号車（10号車）大阪寄りでこれまで不便だった乗降をスムーズにしている。車体側面の帯色はT編成と同一である。
| ← 敦賀大阪 → ← 和倉温泉金沢 → | ← 敦賀大阪 → ← 和倉温泉金沢 → | ← 敦賀大阪 → ← 和倉温泉金沢 → |
| ----------------------------- | ----------------------------- | ----------------------------- |
| ◇ クハ682 -#2700 （Tpc'）     | サハ683 -#2400 （T）          | クモハ683 -#3500 （Mc）       |

### 4000番台
老朽化の進んでいた485系を置き換えるために製造されたグループ。9両編成×12本（T41 - T52編成）が製造された。0・2000番台との相違点を以下に列挙する。
車体
着席定員の増加および他線区への転用を考慮に入れて9両貫通編成とし、両運転台とも貫通型先頭車両とした。また、JR西日本のアルミニウム合金製車体では初めてオフセット衝突対策構造を取り入れている。
走行機器
集電装置は、積雪による離線防止を図るためにシングルアーム式パンタグラフ WPS28D を搭載する。集電舟は在来車と共通の3元系金属すり板である。
空調装置は、室内熱交換器の容量アップや室内送風機の変更による低騒音化、構成部品の見直しによる軽量化を図った集中式 WAU704D を搭載する。
誘導障害対策を強化するためにサハ682形にフィルタ箱を追加するとともに、クロ683形に車内コンセント用の充電整流装置を追設する。
主電動機は、絶縁種別見直しによって1時間定格出力を255 kWに強化した WMT105A を搭載する。台車形式は変わっていないが、構造を見直して雪かき受部の強度アップを図るとともに速度発電機を非接触タイプに変更している。

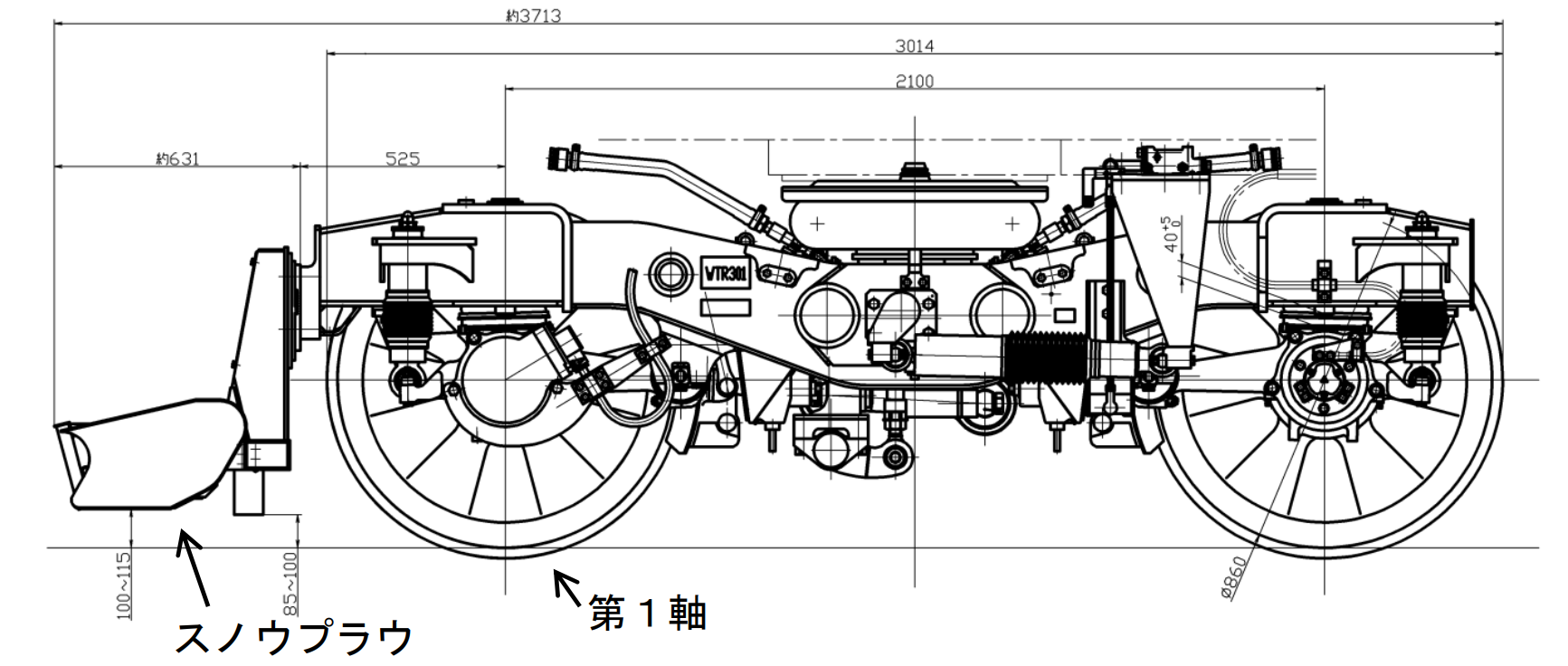
683系4000番台の台車

車内設備
普通車座席モケットのカラーを青系に統一し、車いす対応便所や多目的室は大型化されている。また、女性専用トイレが一部の車両に設置されている。
グリーン車の全席にサービス用コンセントが完備されている。
第1編成は2008年（平成20年）12月に近畿車輛で落成し、同年12月14日に金沢まで甲種車両輸送が実施され、金沢総合車両所に配置された。その後、2009年（平成21年）2月3日に公式試運転、同年4月29日に富山駅・福井駅・金沢駅の順に車両見学会が行われた。
2009年（平成21年）6月1日のダイヤ改正で「サンダーバード」で営業運転を開始した。2011年（平成23年）7月22日に最終編成が近畿車輛から出場したが、この編成は前面上部の前照灯が変更されている。
2011年（平成23年）12月31日から年末年始にかけてT50編成が、同年11月29日に加賀温泉駅 - 大聖寺駅間の踏切事故で被災したT48編成の中間車3両を組み込み、12両貫通編成として運用した。なお多客期終了後は元の9両固定編成に戻され、残る中間車3両についても2012年4月に修理を完了し松任本所から出場した6両の間に戻された。
2015年（平成27年）9月25日にT51編成がリフレッシュ工事の第1号として報道公開され、9月26日から特急サンダーバードとして営業運転を開始。
12月9日にはリニューアル編成2本目となるT46編成がリフレッシュ工事を終えて金沢総合車両所から出場した。2018年（平成30年）6月16日にT48編成がリニューアル工事を終え、運用復帰したのに伴い、4000番台のリニューアル工事は完了した。
2023年（令和5年）3月18日のダイヤ改正より全編成が金沢から京都に転属。編成番号もT41 - T52からB31 - B42に変更されている。
車両組成順番
T41編成及びT42編成は落成当初は3号車にモハ683形5400番台、5号車にモハ683形5000番台を連結していた。T43編成以降に合わせる形でT41編成は2009年（平成21年）5月25日に、T42編成は2009年（平成21年）7月6日に編成組み換えが行われており、現在は3号車にモハ683形5000番台、5号車にモハ683形5400番台が連結されている。
| ← 敦賀大阪 →           | ← 敦賀大阪 →             | ← 敦賀大阪 →         | ← 敦賀大阪 →             | ← 敦賀大阪 →         | ← 敦賀大阪 →         | ← 敦賀大阪 →         | ← 敦賀大阪 →             | ← 敦賀大阪 →            |
| ---------------------- | ------------------------ | -------------------- | ------------------------ | -------------------- | -------------------- | -------------------- | ------------------------ | ----------------------- |
| クロ683 -#4500 （Tsc） | ＜ サハ682 -#4300 （Tp） | モハ683 -#5000 （M） | ＜ サハ682 -#4400 （Tp） | モハ683 -#5400 （M） | サハ683 -#4700 （T） | サハ683 -#4800 （T） | ＜ サハ682 -#4300 （Tp） | クモハ683 -#5500 （Mc） |

### 8000番台
特急「はくたか」で使用していた東日本旅客鉄道（JR東日本）担当の485系3000番台での運用を置き換えるために製造したグループで北越急行が所有していた。車両愛称は681系2000番台と同じSnow Rabbit Express。ノックダウン生産が採られており新潟トランシス（車体は川崎重工業）で製造され、2005年（平成17年）3月1日に営業運転を開始した。
導入当初の書類上の車籍は北越急行六日町運輸区にあったが、保守整備は681系2000番台と共にJR西日本に委託しており金沢総合車両所で一括して整備していた。付属編成の先頭車は0番台・2000番台と同様の貫通構造である。最高速度は160 km/hで、683系では唯一160 km/h運転を行う編成でもあった。160 km/h運転に対応するため電動車では他番台で省略されていた681系電動車と同様のキャリパ式ディスクブレーキを装備した。
付属編成の乗降扉位置は既存編成との整合性を取るために変更せず、6号車と7号車の間には乗務員用の扉しかない。基本編成の3号車と4号車の間にも乗降扉は設けられておらず、ゴミ箱と自動販売機用のスペースになっている。その後他の「はくたか」→「しらさぎ」向け681系と同様に8号車と3号車の車両入れ替えが行われている。
JR東日本の485系3000番台の運用を置き換えるにあたっては、同社が新規に車両を開発・新造することもひとつの手段ではあった。しかし「はくたか」の運行区間のうち自社線内となるのは、直江津駅 - 犀潟駅間および六日町駅 - 越後湯沢駅間と非常に短いこと・ほくほく線での最高160 km/hの高速運転には車両側に高速性能や気密構造が要求されること・仮にJR東日本が車両を新造した場合、北陸新幹線開業後に他線区に転用することがほぼ確実であることなどに鑑みて新潟地区など他線区の置き換えと同時に新造したり、1編成だけ新造するのは不合理との判断がなされ、北越急行が置き換える車両を受け持つことになった。
このことにより走行距離相殺のバランスが崩れ、ほくほく線内においてはJR東日本への車両使用料の支払いがなくなり、逆にJR東日本・西日本線の走行時には両社から北越急行への車両使用料の支払いが発生する。北越急行としては、北陸新幹線開業後の採算悪化に備え早めに収入を上げるという判断も働いた。
北越急行からJR西日本に譲渡後も引き続き金沢総合車両所に所属し、2015年（平成27年）4月23日時点では北越急行色のまま「サンダーバード」「しらさぎ」で運用されたが、その後「しらさぎ」塗装に変更された。
2024年（令和6年）3月16日の改正で京都に転属（A06・A03編成）し、サンダーバード色に変更された。ただし2025年7月時点でA06,03共に車内のリニューアル工事はされていない。

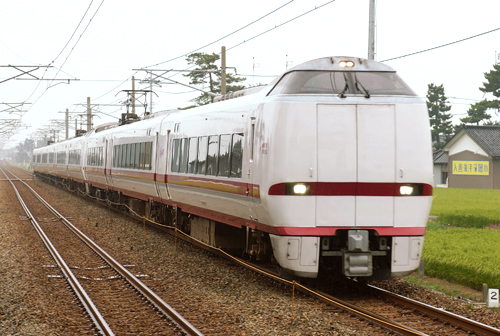
貫通型先頭車
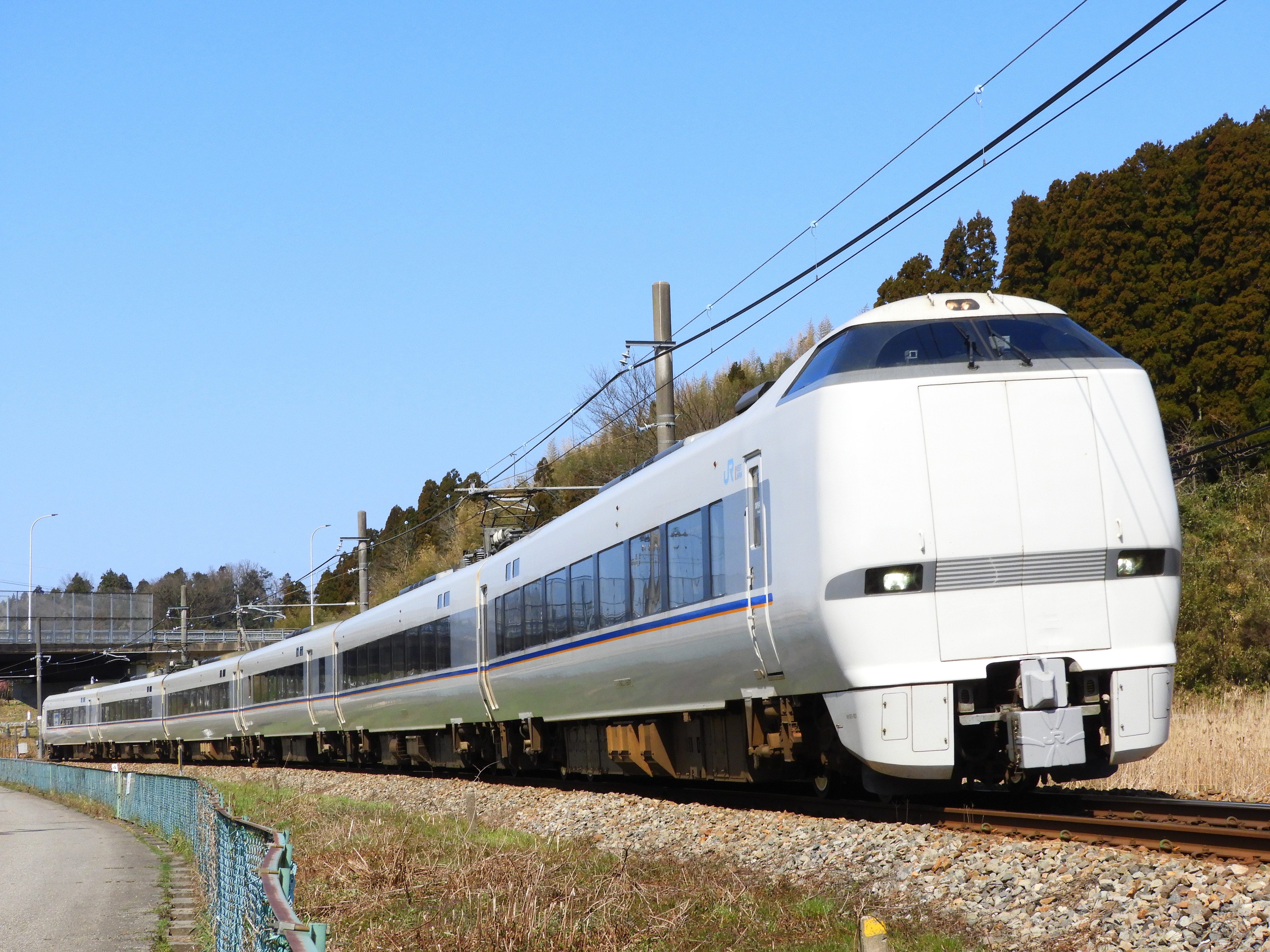
JR西日本移籍後の8000番台

| ← 敦賀大阪 →             | ← 敦賀大阪 →           | ← 敦賀大阪 →         | ← 敦賀大阪 →        | ← 敦賀大阪 →           | ← 敦賀大阪 →           |
| ------------------------ | ---------------------- | -------------------- | ------------------- | ---------------------- | ---------------------- |
| クロ683 -8001 （Tsc）    | ◇ サハ682 -8002 （Tp） | モハ683 -8001 （M）  | サハ683 -8001 （T） | ◇ サハ682 -8001 （Tp） | クモハ683 -8701 （Mc） |
| ◇ クハ682 -8501 （Tpc'） | モハ683 -8301 （M）    | クハ683 -8701 （Tc） |                     |                        |                        |

## 改造工事など

### リフレッシュ工事
2015年（平成27年）1月28日に、「サンダーバード」用683系に対してリフレッシュ工事が行われることがJR西日本より発表された。同年秋頃から2018年（平成30年）度末までに681系とあわせて177両にリフレッシュが順次施工される予定であったが、後に「サンダーバード」用の681系・683系全車両を更新する計画に変更された。
リフレッシュ内容は以下の通り。
車両外観
- 従来のホワイトボディとブルーのラインを基調に、大きな窓をさらに強調するような塗装に変更される。車体側面にあるサンダーバードのシンボルマークは、北陸新幹線にも使用されている銅色をデザインし、長く親しまれている「サンダーバード」らしさと新しさを表現したデザインに変更される。

車内設備
- グリーン車の座り心地が改善され、客室内を落ち着きと趣きのあるデザインに変更される。普通車の座席は683系4000番台に準じたブルーを基調とした最新のデザインに統一される。
- モバイルコンセントが全ての編成のグリーン車全席、普通車客室出入口付近の席に整備される（4000番台は上記のようにリニューアル前から設置済）。
- グリーン車とバリアフリー対応のトイレにJR西日本の在来線車両としては初めて温水洗浄機能付き暖房便座が導入され、グリーン車以外のトイレにも全て暖房便座が整備される。

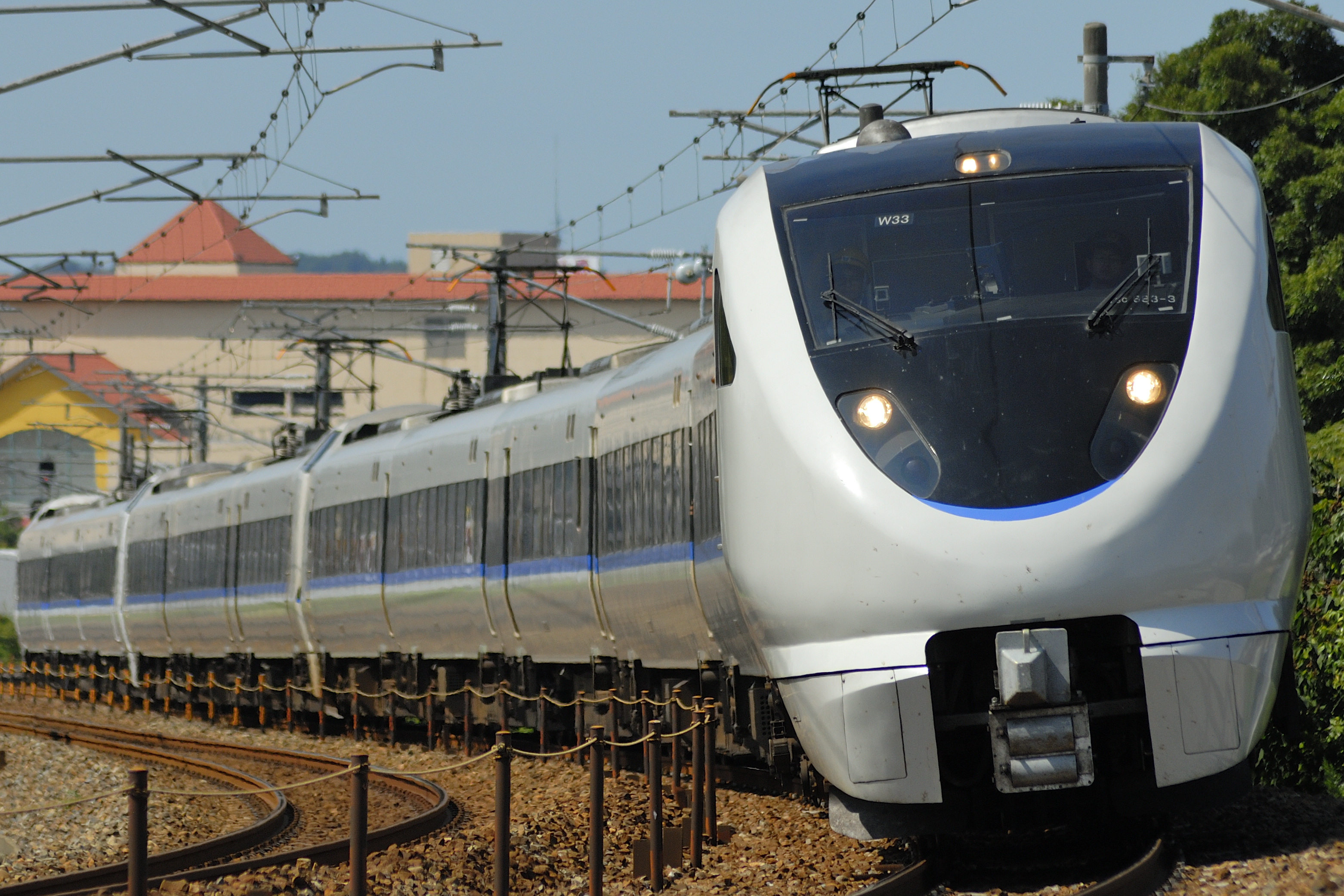
リフレッシュ後非貫通型先頭車
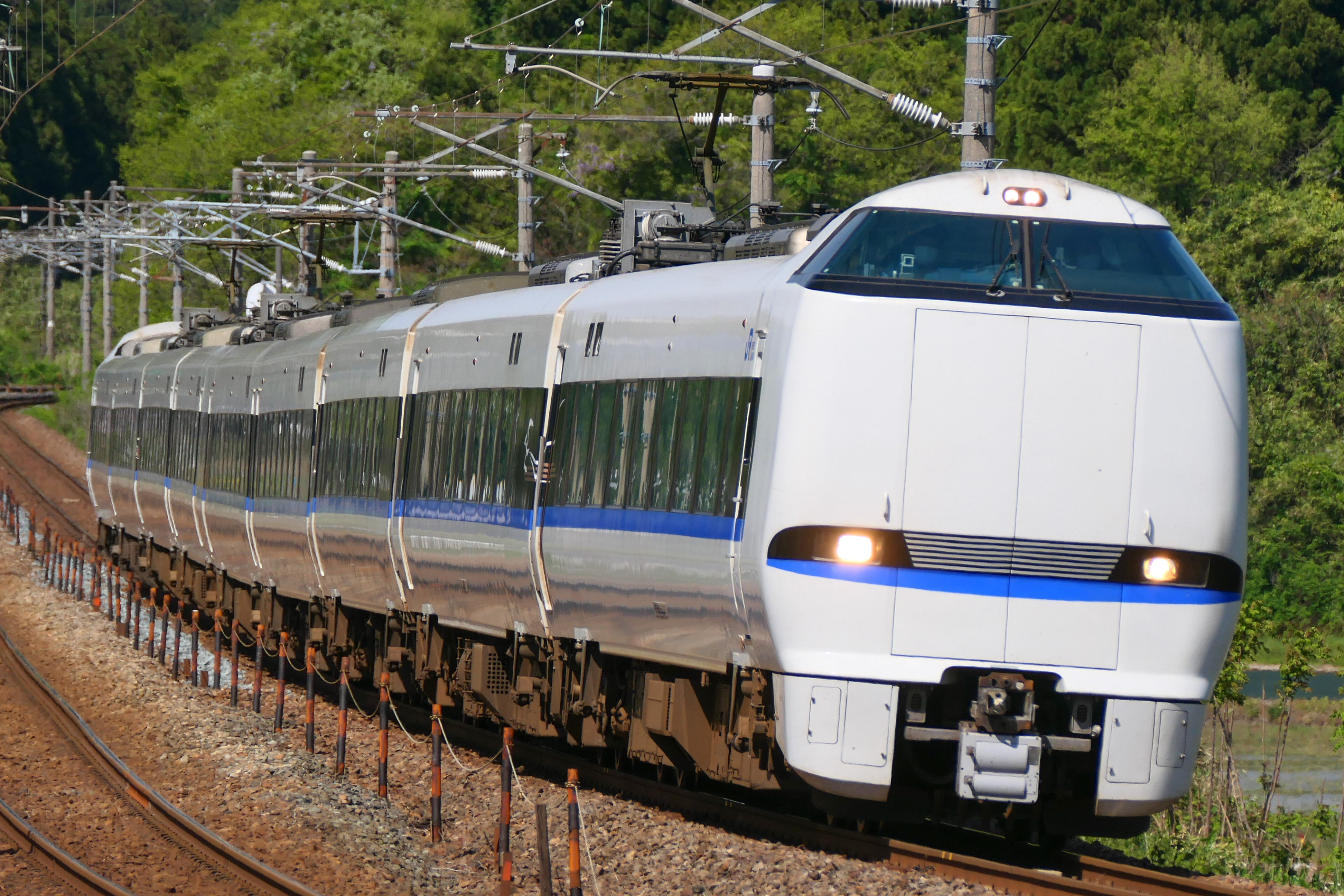
リフレッシュ後の4000番台
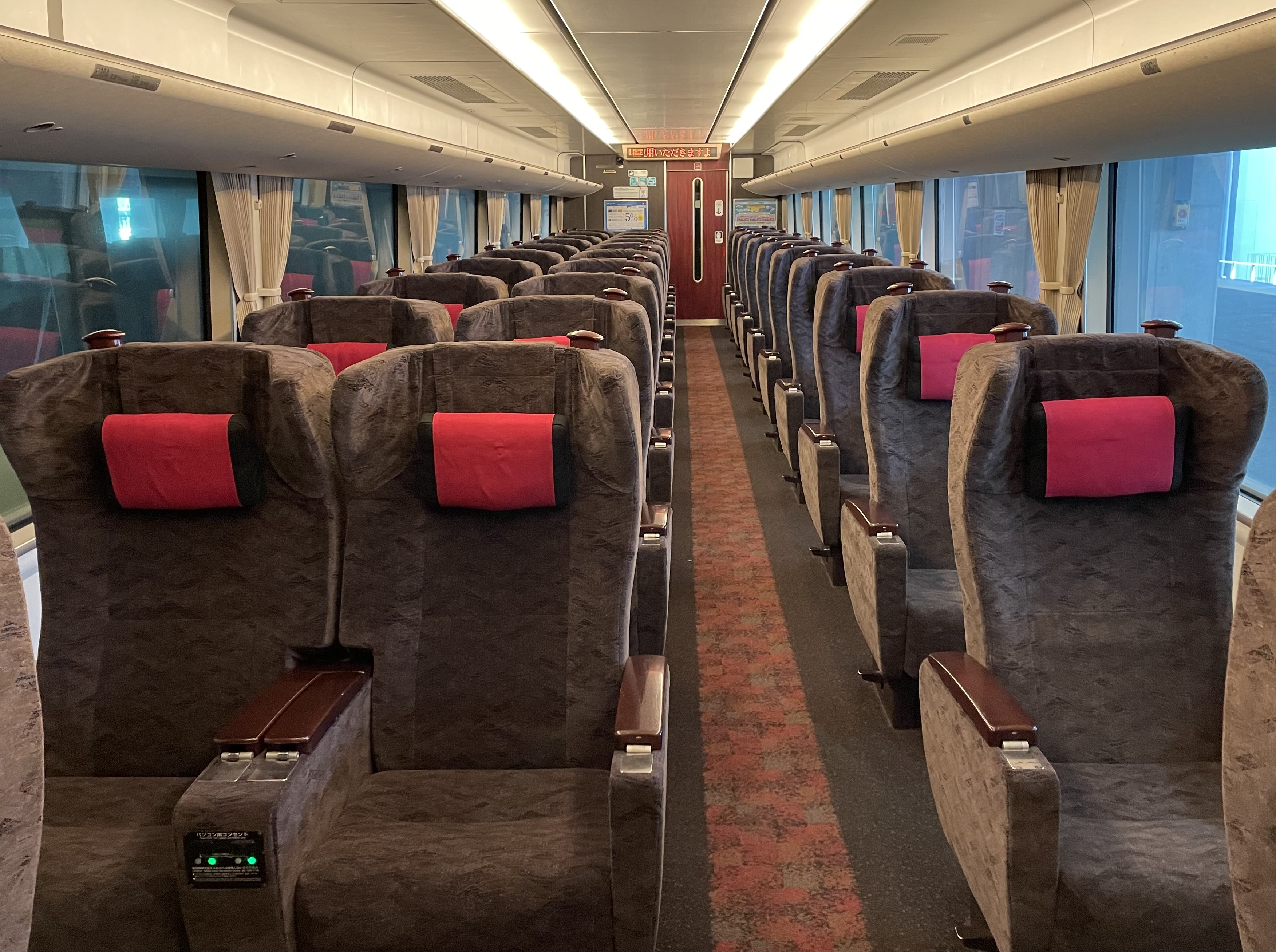
リフレッシュ後のグリーン車 （4000番台）
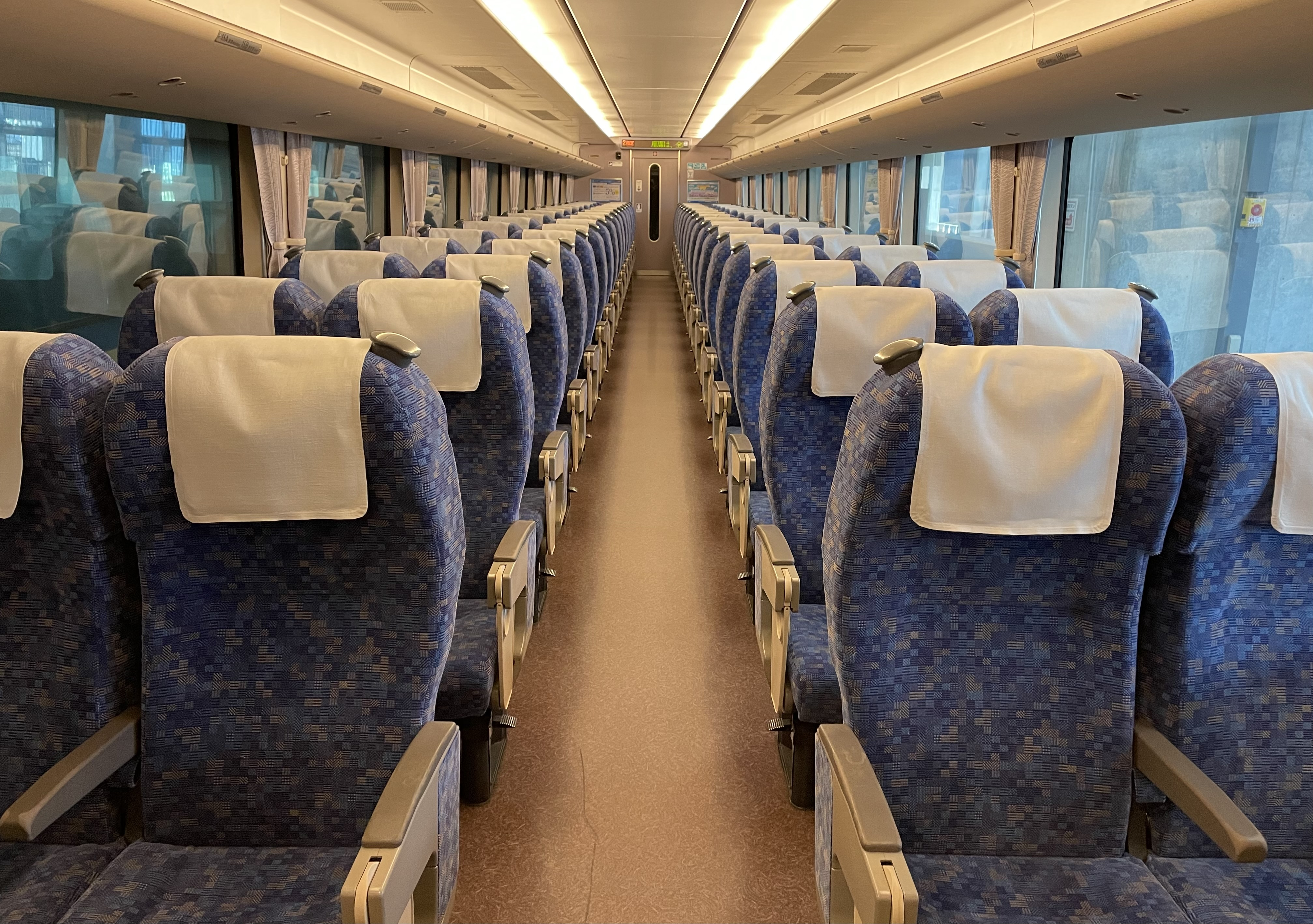
リフレッシュ後の普通車 （4000番台）

### 「まほろば」向け改造

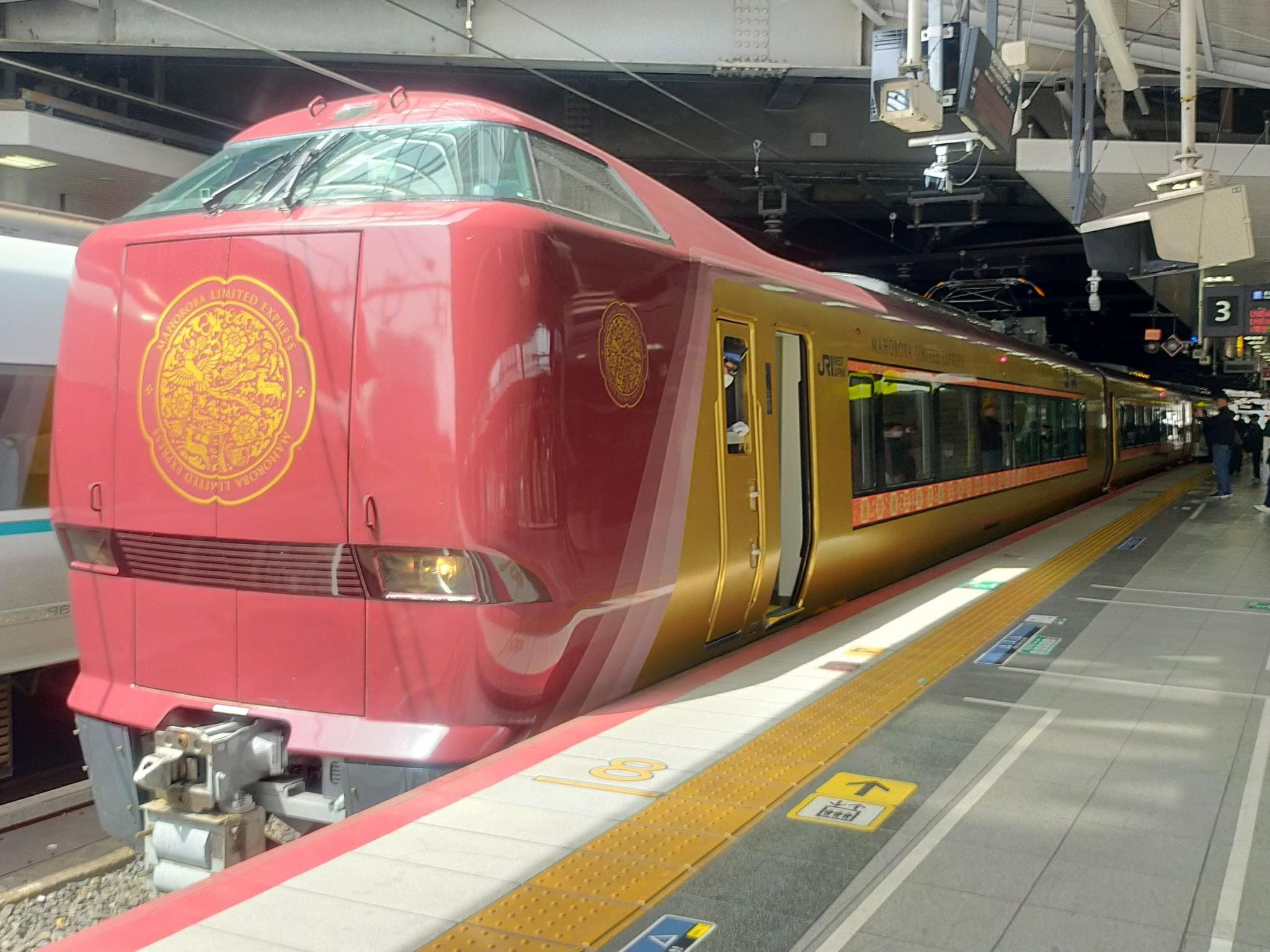
6000番台「安寧」
（2025年4月5日 新大阪駅）

2025年（令和7年）4月5日より、特急「まほろば」に683系をリニューアル改造した車両が導入される。計2編成が改造され、それぞれ「安寧（あんねい）」「悠久（ゆうきゅう）」の愛称が付けられる。車両デザインはGKデザイン総研広島が監修する。
2025年（令和7年）3月7日に、第1編成「安寧」が網干総合車両所宮原支所で報道公開された。種車は2000番台N01編成で、改造にあたり元番号に+4000され、6000番台に改番されている。
なお、第2編成「悠久」は2025年（令和7年）秋頃に登場を予定している。
改造内容は以下の通り。
車両外観
- 第1編成「安寧」は、金色をベースに先頭車の前面から側面肩部にかけて蘇芳色を配色し、「楽園の陽光感」を表現。
- 第2編成「悠久」は、灰色をベースに先頭車の前面から側面肩部にかけて墨色を配色し、「文化の万世（万葉）への継承」を表現。
- 前面貫通扉と車体側面に、唐草文様をモチーフに鹿・金魚・大和野菜を取り入れたデザインのロゴマークを掲示。

車内設備
- 全ての座席にコンセントを設置。
  - 第1編成「安寧」は、座席モケットが蘇芳色に宝相華文様をデザインしたものに交換。
  - 第2編成「悠久」は、座席モケットが墨色に宝相華文様をデザインしたものに交換。
- 2号車の車椅子スペースを3席に拡大。
- 大型荷物置き場と車内Wi-Fiを設置。
- 1号車にギャラリースペースを設置。2025年（令和7年）4月5日 - 9月28日（予定）には、第1編成「安寧」に国宝「聖林寺 十一面観音立像」の右手の原寸大レプリカを展示する[52][53]。

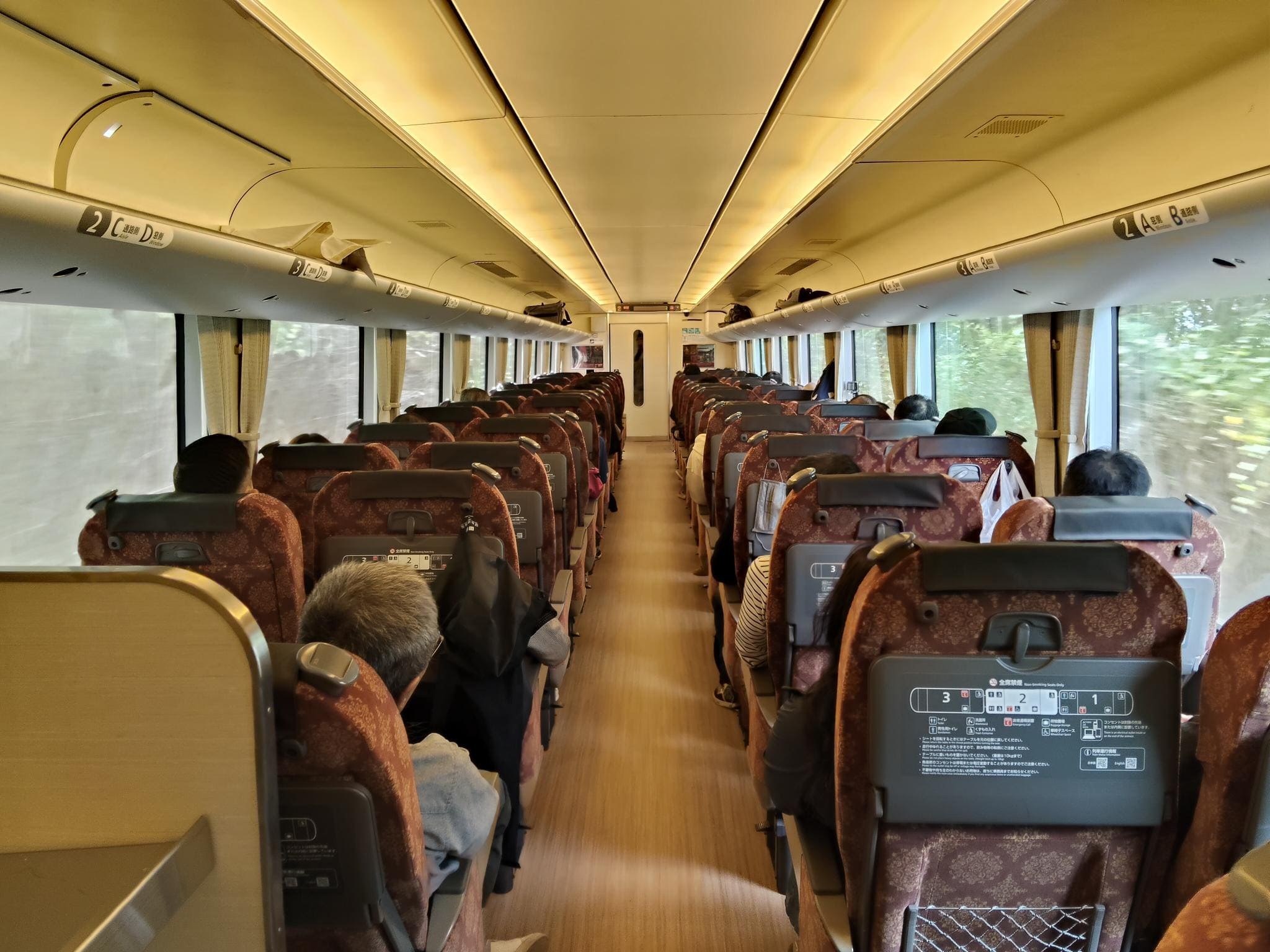
「安寧」編成 車内
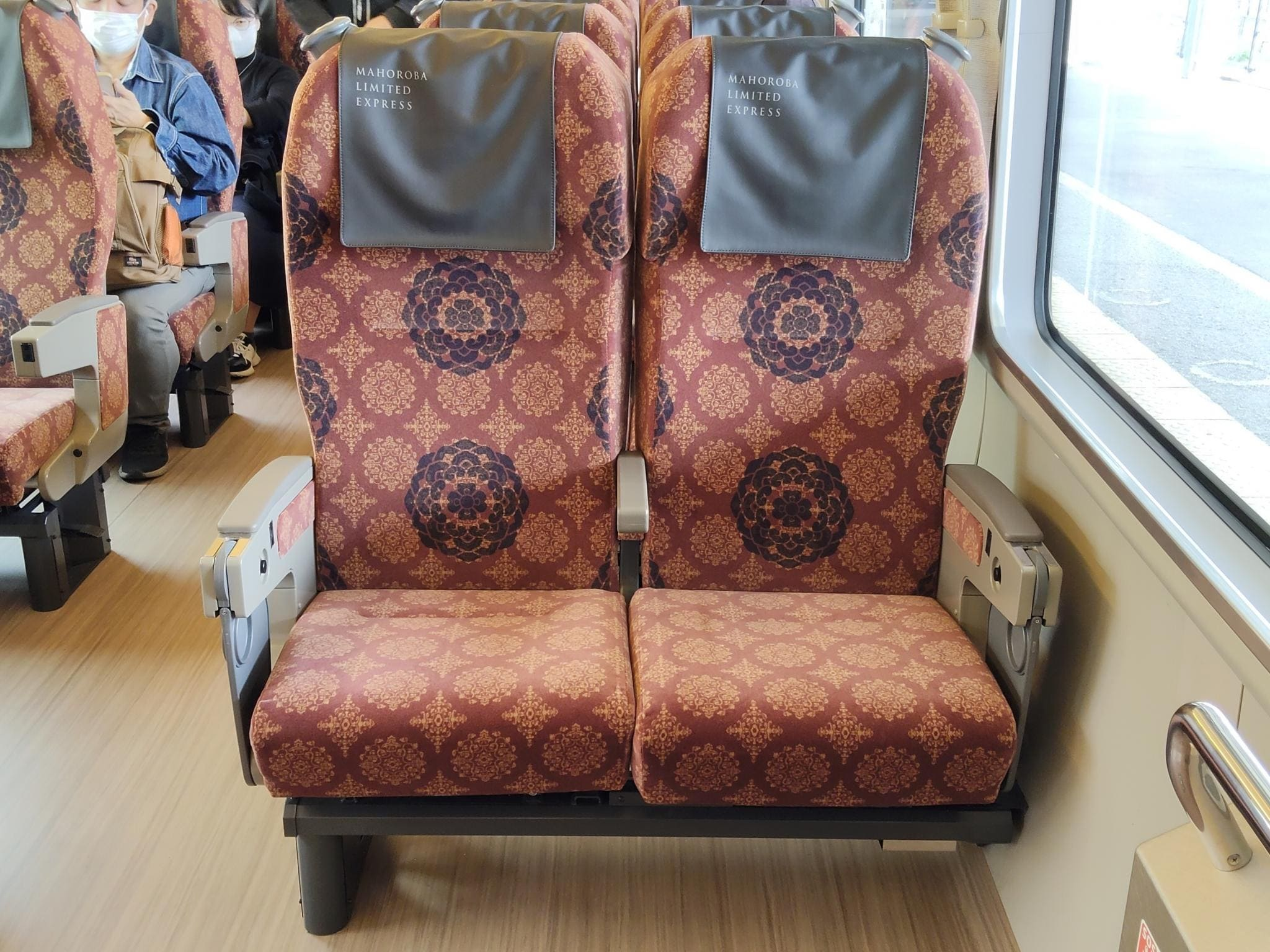
「安寧」編成 座席
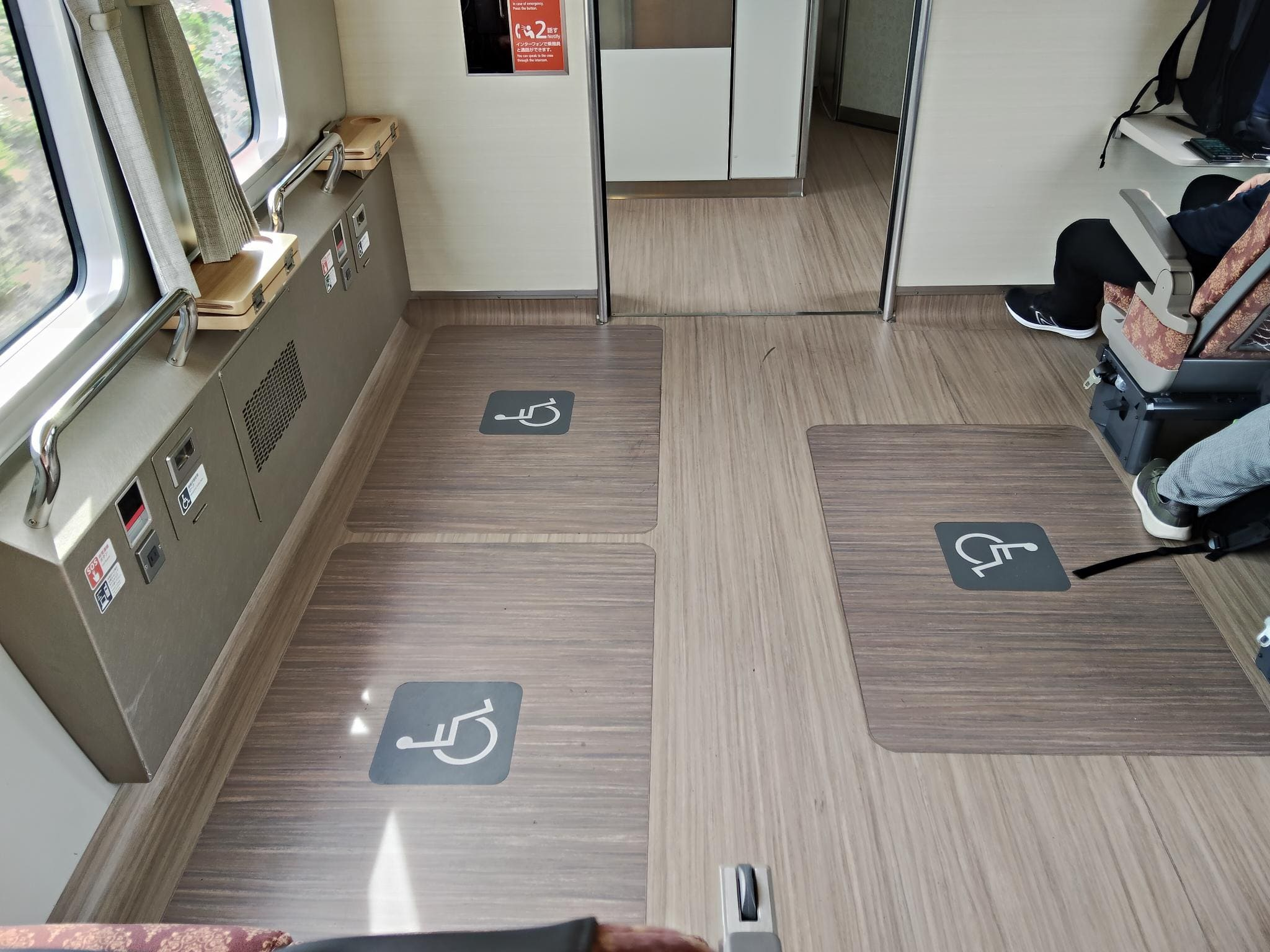
「安寧」編成 車椅子スペース
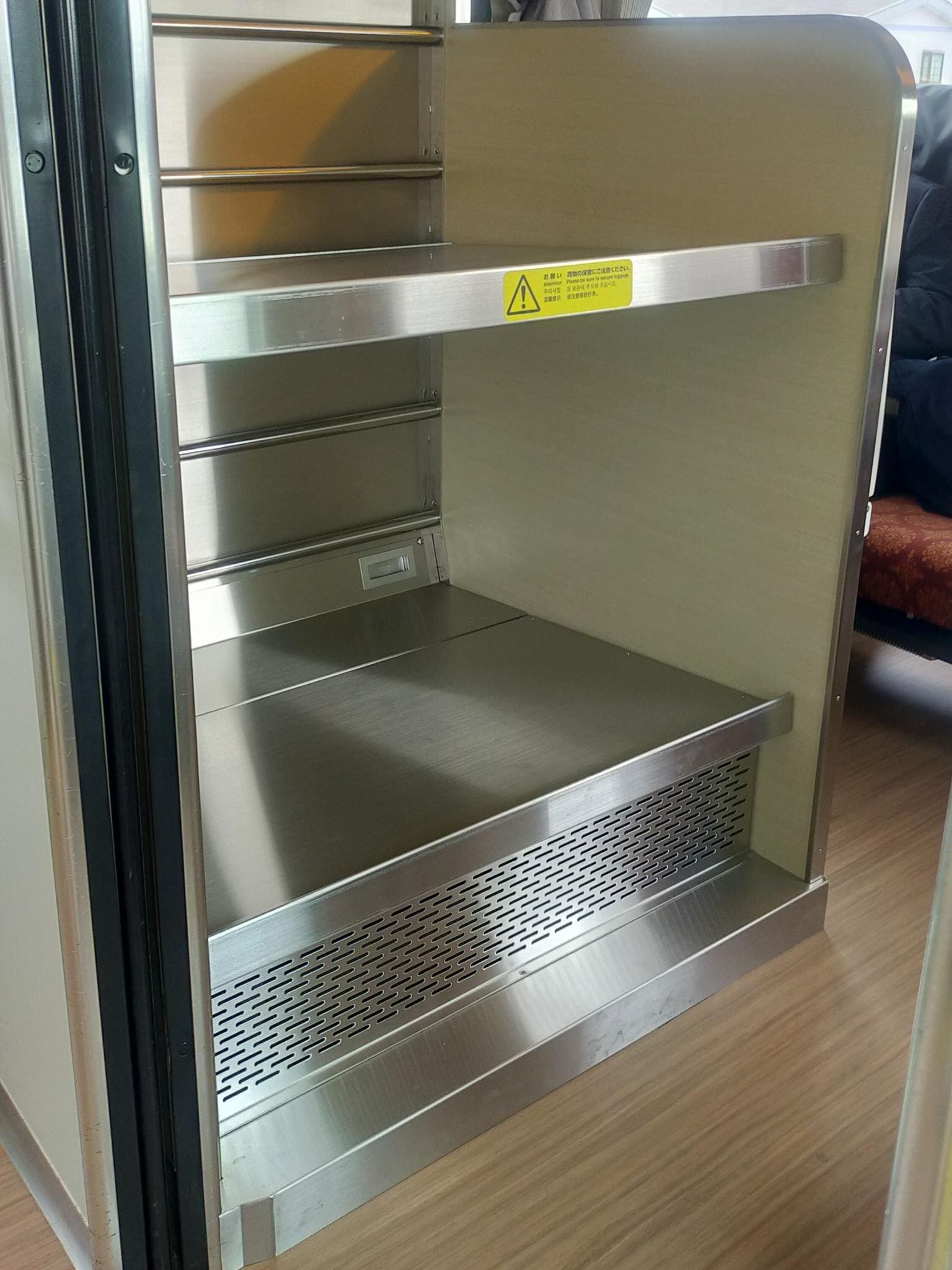
「安寧」編成 大型荷物置き場
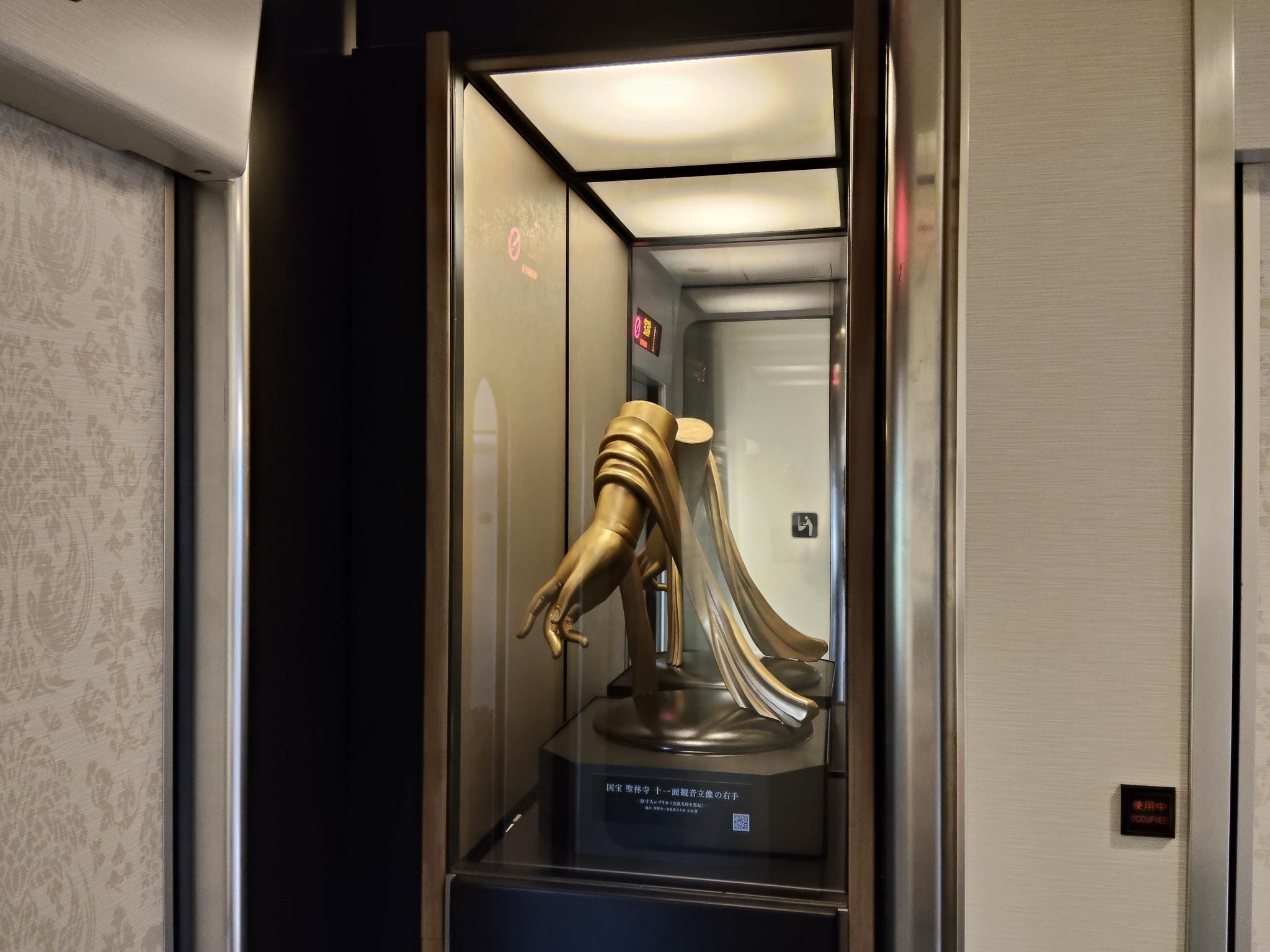
「安寧」編成 ギャラリースペース（2025年4月）

| ← 大阪奈良 →              | ← 大阪奈良 →         | ← 大阪奈良 →            |
| ------------------------- | -------------------- | ----------------------- |
| ◇ クハ682 -#6700 （Tpc'） | サハ683 -#6400 （T） | クモハ683 -#7500 （Mc） |

## 配置・運用
2025年（令和7年）4月1日現在の車両配置、および現在の運用範囲を以下に示す。
681系との混結は車両単位ではできないが、編成単位での相互連結は可能である。

### JR西日本

#### 金沢車両区
金沢車両区（旧：金沢総合車両所）には、2000番台3両編成×4本（R10 - R13編成）の合計12両が配置されている。
特急「能登かがり火」（金沢駅 - 和倉温泉駅間）として運用されている。
2015年（平成27年）8月までは2000番台基本5両編成と付属3両編成からなるS編成が存在した。2014年（平成26年）3月15日改正時点では特急「しらさぎ」で運用され、米原駅発着は原則5両編成・名古屋駅発着は原則8両編成（基本5両+付属3両）であったが、多客期には最大11両編成（基本5両+付属3両+付属3両）で運転することもあり、米原駅で増解結を行っていた。また、「しらさぎ」3・12号については金沢駅で富山駅発着の基本編成5両と、和倉温泉駅発着の付属編成3両と増解結を行っていた。米原駅で増解結した編成の間合い運用を兼ね、米原駅発着となる下り53・61号と上り54・62号（現：52・60号）を中心に基本5両+付属3両の8両編成で運転される場合があった。このほか、東海道本線の「ホームライナー大垣」、「ホームライナー関ヶ原」にも使用されていた。2014年（平成26年）10月1日時点では5両編成×12本（S01 - S12編成）、3両編成×9本（S21 - S29編成）が在籍していたが、3両編成×6本（S21 - S26編成）は福知山電車区に転属し289系に改造（同区のFH301 - FH306編成）、5両編成×12本と3両編成×3本（S27 - S29編成）は吹田総合車両所京都支所に転属して289系に改造され、一部は福知山電車区（現：吹田総合車両所福知山支所）に再転属している。
2019年（平成31年・令和元年）4月と6月に、289系となって福知山電車区に配置されていた3両編成×2本（FH301・FH306編成）が、交流機器を復活し683系に戻って金沢総合車両所に転入、R14・R15編成となって同年7月から営業運転に復帰した。
2023年（令和5年）3月17日までは4000番台、2024年（令和6年）3月15日までは8000番台も所属していた。8000番台は同所所属だった681系W編成・V編成と共通運用で、「しらさぎ」色への塗り替え後は特急「しらさぎ」（名古屋駅・米原駅 - 金沢駅間）と「ホームライナー大垣」を中心に運用されていた。名古屋駅・米原駅発着の列車とも原則6両編成、多客期には米原駅で増解結を行い、北陸本線では最大9両編成（基本6両+付属3両）で運転される。名古屋駅発着の列車は東海旅客鉄道（JR東海）管内では6両編成で運転されていた。

#### 吹田総合車両所京都支所
吹田総合車両所京都支所（旧：京都総合運転所）には、0番台6両編成×6本（W31 - W36編成）と3両編成×6本（V31 - V36編成）、2000番台3両編成×1本（N02編成）、4000番台9両編成×12本（B31 - B42編成）、6000番台3両編成×1本（N01編成）、8000番台6両編成×1本（A06編成）と3両編成×1本（A03編成）の合計177両が配置されている。
V編成は同所所属の681系と共通運用で、特急「サンダーバード」（大阪駅 - 敦賀駅間）で運転されている。
金沢所属時代の2003年（平成15年）3月15日には小浜線電化開業記念列車として小浜線にも乗り入れたこともある。
B編成は2023年（令和5年）3月18日のダイヤ改正より金沢から転属した。特急「サンダーバード」（大阪駅 - 敦賀駅間）で運用されている。2024年（令和6年）3月15日まではそれらに加えR編成を増結した12両編成で運転されることがあった。金沢に所属していた2011年（平成23年）5月中旬頃からは従来の489系に代わって、特急「はくたか」の異常時代走にも運用されたこともあった。
W編成は2024年（令和6年）よりしらさぎ色への塗装変更が実施され、同年12月2日より「しらさぎ」「らくラクびわこ」での運用を開始した。
N編成のうち、6000番台に改造された車両は、は2025年（令和7年）より「まほろば」で運用されている。

### 北越急行 （北陸新幹線金沢延伸以前）
六日町運輸区に8000番台6両編成×1本（N03編成）と3両編成×1本（N13編成）の合計9両が配置されていたが、車両の管理はJR西日本に委託されており金沢総合車両所の681系「はくたか」用の編成と共通運用で、特急「はくたか」「おはようエクスプレス」（泊駅→金沢駅間）で運用されていた。
また、使用車両に関する問い合わせが多いことから、編成運用計画一覧が北越急行公式ウェブサイトで公開されていた。付属編成は両側とも貫通構造になっているが、その構造を利用した12両編成での運用や付属編成2本を連結する運用は定期列車では存在しなかった。
2015年（平成27年）3月14日の北陸新幹線金沢延伸後は681系2000番台とともに同日付で全車がJR西日本へ売却された。上述の通り北越急行塗装のまま一部の臨時運用で使用されたのち、「しらさぎ」塗装に変更されたが、「能登かがり火」「ダイナスター」の運用に恒常的に入り、また「サンダーバード」の代走にも時折使われることから、2000番台にあった「SHIRASAGI」のロゴステッカーは省略された。

## 編成表
凡例
- 金沢：金沢総合車両所→金沢車両区
- 吹田：吹田総合車両所
- 京都：京都総合運転所→吹田総合車両所京都支所
- 六日町：北越急行六日町運輸区
- 近車：近畿車輛
- 川重：川崎重工業（現：川崎車両）
- 日立：日立製作所笠戸事業所
- 新潟：新潟トランシス

### 新製落成時
| ← 富山・和倉温泉大阪 → | ← 富山・和倉温泉大阪 → | ← 富山・和倉温泉大阪 → | ← 富山・和倉温泉大阪 → | ← 富山・和倉温泉大阪 → | ← 富山・和倉温泉大阪 → | ← 富山・和倉温泉大阪 → | ← 富山・和倉温泉大阪 → | ← 富山・和倉温泉大阪 → | ← 富山・和倉温泉大阪 → |
| ---------------------- | ---------------------- | ---------------------- | ---------------------- | ---------------------- | ---------------------- | ---------------------- | ---------------------- | ---------------------- | ---------------------- |
| 編成番号               | クモハ 683             | サハ 682               | サハ 683               | モハ 683               | サハ 682               | クロ 683               | 所属                   | 落成日                 | 備考                   |
| T21                    | 1501                   | 1                      | 301                    | 1001                   | 2                      | 1                      | 金沢                   | 2001/01/09 （日立）    |                        |
| T22                    | 1502                   | 3                      | 302                    | 1002                   | 4                      | 2                      | 金沢                   | 2001/01/19 （日立）    |                        |
| T23                    | 1503                   | 5                      | 303                    | 1003                   | 6                      | 3                      | 金沢                   | 2001/01/26 （近車）    |                        |
| T24                    | 1504                   | 7                      | 304                    | 1004                   | 8                      | 4                      | 金沢                   | 2001/02/22 （川重）    |                        |
| T25                    | 1505                   | 9                      | 305                    | 1005                   | 10                     | 5                      | 金沢                   | 2001/12/23 （日立）    |                        |
| T26                    | 1506                   | 11                     | 306                    | 1006                   | 12                     | 6                      | 金沢                   | 2002/02/23 （日立）    |                        |
| 編成番号               | クハ 683               | モハ 683               | クハ 682               |                        |                        |                        | 所属                   | 落成日                 | 備考                   |
| T31                    | 701                    | 1301                   | 501                    |                        |                        |                        | 金沢                   | 2001/01/09 （日立）    |                        |
| T32                    | 702                    | 1302                   | 502                    | 2001/01/19 （日立）    |                        |                        | 金沢                   |                        |                        |
| T33                    | 703                    | 1303                   | 503                    | 2001/01/26 （近車）    |                        |                        | 金沢                   |                        |                        |
| T34                    | 704                    | 1304                   | 504                    | 2001/02/22 （川重）    |                        |                        | 金沢                   |                        |                        |
| T35                    | 705                    | 1305                   | 505                    | 2001/12/23 （日立）    |                        |                        | 金沢                   |                        |                        |
| T36                    | 706                    | 1306                   | 506                    | 2002/02/23 （日立）    |                        |                        | 金沢                   |                        |                        |

| ← 名古屋／富山・和倉温泉大阪・米原（北陸本線） → | ← 名古屋／富山・和倉温泉大阪・米原（北陸本線） → | ← 名古屋／富山・和倉温泉大阪・米原（北陸本線） → | ← 名古屋／富山・和倉温泉大阪・米原（北陸本線） → | ← 名古屋／富山・和倉温泉大阪・米原（北陸本線） → | ← 名古屋／富山・和倉温泉大阪・米原（北陸本線） → | ← 名古屋／富山・和倉温泉大阪・米原（北陸本線） → | ← 名古屋／富山・和倉温泉大阪・米原（北陸本線） → | ← 名古屋／富山・和倉温泉大阪・米原（北陸本線） →  |
| ------------------------------------------------ | ------------------------------------------------ | ------------------------------------------------ | ------------------------------------------------ | ------------------------------------------------ | ------------------------------------------------ | ------------------------------------------------ | ------------------------------------------------ | ------------------------------------------------- |
| 編成番号                                         | クロ 682                                         | モハ 683                                         | サハ 682                                         | サハ 683                                         | クモハ 683                                       | 所属                                             | 落成日                                           | 備考                                              |
| S01                                              | 2001                                             | 3401                                             | 2201                                             | 2501                                             | 3501                                             | 金沢                                             | 2002/11/22 （近車）                              | 289系に改造（FG401）                              |
| S02                                              | 2002                                             | 3402                                             | 2202                                             | 2502                                             | 3503                                             | 金沢                                             | 2002/12/13 （日立）                              | 289系に改造（J01）                                |
| S03                                              | 2003                                             | 3403                                             | 2203                                             | 2503                                             | 3505                                             | 金沢                                             | 2002/11/22 （日車）                              | 289系に改造（FG403）                              |
| S04                                              | 2004                                             | 3404                                             | 2204                                             | 2504                                             | 3507                                             | 金沢                                             | 2002/11/27 （川重）                              | 289系に改造（J02）                                |
| S05                                              | 2005                                             | 3405                                             | 2205                                             | 2505                                             | 3511                                             | 金沢                                             | 2003/04/17 （日立）                              | 289系に改造（J03）                                |
| S06                                              | 2006                                             | 3406                                             | 2206                                             | 2506                                             | 3513                                             | 金沢                                             | 2003/04/25 （近車）                              | 289系に改造（FG406）                              |
| S07                                              | 2007                                             | 3407                                             | 2207                                             | 2507                                             | 3514                                             | 金沢                                             | 2003/05/31 （近車）                              | 289系に改造（J04）                                |
| S08                                              | 2008                                             | 3408                                             | 2208                                             | 2508                                             | 3516                                             | 金沢                                             | 2003/05/31 （近車）                              | 289系に改造（FG408）                              |
| S09                                              | 2009                                             | 3409                                             | 2209                                             | 2509                                             | 3517                                             | 金沢                                             | 2003/06/27 （近車）                              | サハ683-2509は2016/07/11廃車 289系に改造（FG409） |
| S10                                              | 2010                                             | 3410                                             | 2210                                             | 2510                                             | 3518                                             | 金沢                                             | 2003/06/27 （近車）                              | 289系に改造（FG410）                              |
| S11                                              | 2011                                             | 3411                                             | 2211                                             | 2511                                             | 3519                                             | 金沢                                             | 2003/07/10 （川重）                              | 289系に改造（FG411）                              |
| S12                                              | 2012                                             | 3412                                             | 2212                                             | 2512                                             | 3521                                             | 金沢                                             | 2003/07/18 （川重）                              | 289系に改造（J05）                                |
| 編成番号                                         | クハ 682                                         | サハ 683                                         | クモハ 683                                       |                                                  |                                                  | 所属                                             | 落成日                                           | 備考                                              |
| S21                                              | 2701                                             | 2401                                             | 3502                                             |                                                  |                                                  | 金沢                                             | 2002/11/22 （近車）                              | 289系に改造（FH301） ↓ 683系に復元（現：N01）     |
| S22                                              | 2702                                             | 2402                                             | 3504                                             | 2002/12/13 （日立）                              | 289系に改造（FH302）                             | 金沢                                             |                                                  |                                                   |
| S23                                              | 2703                                             | 2403                                             | 3506                                             | 2002/11/22 （日車）                              | 289系に改造（FH303）                             | 金沢                                             |                                                  |                                                   |
| S24                                              | 2704                                             | 2404                                             | 3508                                             | 2002/11/27 （川重）                              | 289系に改造（FH304）                             | 金沢                                             |                                                  |                                                   |
| S25                                              | 2705                                             | 2405                                             | 3509                                             | 2002/12/19 （川重）                              | 289系に改造（FH305）                             | 金沢                                             |                                                  |                                                   |
| S26                                              | 2706                                             | 2406                                             | 3510                                             | 2002/12/19 （川重）                              | 289系に改造（FH306） ↓ 683系に復元（現：N02）    | 金沢                                             |                                                  |                                                   |
| S27                                              | 2707                                             | 2407                                             | 3512                                             | 2003/04/17 （日立）                              | 289系に改造（I01）                               | 金沢                                             |                                                  |                                                   |
| S28                                              | 2708                                             | 2408                                             | 3515                                             | 2003/05/29 （日車）                              | 289系に改造（I02）                               | 金沢                                             |                                                  |                                                   |
| S29                                              | 2709                                             | 2409                                             | 3520                                             | 2003/07/10 （川重）                              | 289系に改造（I03）                               | 金沢                                             |                                                  |                                                   |
| 編成 番号                                        | クモハ 683                                       | サハ 683                                         | クハ 682                                         |                                                  |                                                  | 所属                                             | 落成日                                           | 備考                                              |
| R10                                              | 3522                                             | 2410                                             | 2710                                             |                                                  |                                                  | 金沢                                             | 2005/03/04 （近車）                              |                                                   |
| R11                                              | 3523                                             | 2411                                             | 2711                                             |                                                  |                                                  | 金沢                                             | 2005/03/04 （近車）                              |                                                   |
| R12                                              | 3524                                             | 2412                                             | 2712                                             | 2005/03/23 （近車）                              |                                                  | 金沢                                             |                                                  |                                                   |
| R13                                              | 3525                                             | 2413                                             | 2713                                             | 2005/03/23 （近車）                              |                                                  | 金沢                                             |                                                  |                                                   |

| ← 富山大阪 → | ← 富山大阪 → | ← 富山大阪 → | ← 富山大阪 → | ← 富山大阪 → | ← 富山大阪 → | ← 富山大阪 → | ← 富山大阪 → | ← 富山大阪 → | ← 富山大阪 → | ← 富山大阪 → | ← 富山大阪 →        | ← 富山大阪 →                  |
| ------------ | ------------ | ------------ | ------------ | ------------ | ------------ | ------------ | ------------ | ------------ | ------------ | ------------ | ------------------- | ----------------------------- |
| 編成番号     | クモハ 683   | サハ 682     | サハ 683     | サハ 683     | モハ 683     | サハ 682     | モハ 683     | サハ 682     | クロ 683     | 所属         | 落成日              | 備考                          |
| T41          | 5501         | 4301         | 4801         | 4701         | 5401         | 4401         | 5001         | 4302         | 4501         | 金沢         | 2009/02/07 （近車） | 2009/05/25で 3・5号車組み替え |
| T42          | 5502         | 4303         | 4802         | 4702         | 5402         | 4402         | 5002         | 4304         | 4502         | 金沢         | 2009/05/26 （近車） | 2009/07/06で 3・5号車組み替え |
| T43          | 5503         | 4305         | 4803         | 4703         | 5403         | 4403         | 5003         | 4306         | 4503         | 金沢         | 2009/05/22 （近車） |                               |
| T44          | 5504         | 4307         | 4804         | 4704         | 5404         | 4404         | 5004         | 4308         | 4504         | 金沢         | 2009/06/25 （近車） |                               |
| T45          | 5505         | 4309         | 4805         | 4705         | 5405         | 4405         | 5005         | 4310         | 4505         | 金沢         | 2009/08/04 （近車） |                               |
| T46          | 5506         | 4311         | 4806         | 4706         | 5406         | 4406         | 5006         | 4312         | 4506         | 金沢         | 2010/01/13 （川重） |                               |
| T47          | 5507         | 4313         | 4807         | 4707         | 5407         | 4407         | 5007         | 4314         | 4507         | 金沢         | 2010/01/22 （川重） |                               |
| T48          | 5508         | 4315         | 4808         | 4708         | 5408         | 4408         | 5008         | 4316         | 4508         | 金沢         | 2010/07/13 （近車） |                               |
| T49          | 5509         | 4317         | 4809         | 4709         | 5409         | 4409         | 5009         | 4318         | 4509         | 金沢         | 2010/09/18 （川重） |                               |
| T50          | 5510         | 4319         | 4810         | 4710         | 5410         | 4410         | 5010         | 4320         | 4510         | 金沢         | 2010/10/09 （川重） |                               |
| T51          | 5511         | 4321         | 4811         | 4711         | 5411         | 4411         | 5011         | 4322         | 4511         | 金沢         | 2011/02/28 （川重） |                               |
| T52          | 5512         | 4323         | 4812         | 4712         | 5412         | 4412         | 5012         | 4324         | 4512         | 金沢         | 2011/07/22 （近車） |                               |

| ← 越後湯沢／和倉温泉金沢 → | ← 越後湯沢／和倉温泉金沢 → | ← 越後湯沢／和倉温泉金沢 → | ← 越後湯沢／和倉温泉金沢 → | ← 越後湯沢／和倉温泉金沢 → | ← 越後湯沢／和倉温泉金沢 → | ← 越後湯沢／和倉温泉金沢 → | ← 越後湯沢／和倉温泉金沢 → | ← 越後湯沢／和倉温泉金沢 → | ← 越後湯沢／和倉温泉金沢 → |
| -------------------------- | -------------------------- | -------------------------- | -------------------------- | -------------------------- | -------------------------- | -------------------------- | -------------------------- | -------------------------- | -------------------------- |
| 編成番号                   | クモハ 683                 | サハ 682                   | サハ 683                   | モハ 683                   | サハ 682                   | クロ 683                   | 所属                       | 落成日                     | 備考                       |
| N03                        | 8501                       | 8001                       | 8301                       | 8301                       | 8002                       | 8001                       | 六日町 （金沢）            | 2005/02/15 （川重・新潟）  |                            |
| 編成番号                   | クハ 683                   | モハ 683                   | クハ 682                   |                            |                            |                            | 所属                       | 落成日                     | 備考                       |
| N13                        | 8701                       | 8001                       | 8501                       |                            |                            |                            | 六日町 （金沢）            | 2005/02/15 （川重・新潟）  |                            |

### 北陸新幹線金沢開業後
| ← 金沢・和倉温泉大阪 → | ← 金沢・和倉温泉大阪 → | ← 金沢・和倉温泉大阪 → | ← 金沢・和倉温泉大阪 → | ← 金沢・和倉温泉大阪 → | ← 金沢・和倉温泉大阪 → | ← 金沢・和倉温泉大阪 → | ← 金沢・和倉温泉大阪 → | ← 金沢・和倉温泉大阪 → | ← 金沢・和倉温泉大阪 → |
| ---------------------- | ---------------------- | ---------------------- | ---------------------- | ---------------------- | ---------------------- | ---------------------- | ---------------------- | ---------------------- | ---------------------- |
| 編成番号               | クロ 683               | サハ 682               | モハ 683               | サハ 683               | サハ 682               | クモハ 683             | 所属                   | リフレッシュ工事       | 備考                   |
| W31                    | 1                      | 2                      | 1001                   | 301                    | 1                      | 1501                   | 京都                   | 2017/06/15 （吹田）    |                        |
| W32                    | 2                      | 4                      | 1002                   | 302                    | 3                      | 1502                   | 京都                   | 2018/03/19 （吹田）    |                        |
| W33                    | 3                      | 6                      | 1003                   | 303                    | 5                      | 1503                   | 京都                   | 2016/12/19 （吹田）    |                        |
| W34                    | 4                      | 8                      | 1004                   | 304                    | 7                      | 1504                   | 京都                   | 2017/03/08 （吹田）    |                        |
| W35                    | 5                      | 10                     | 1005                   | 305                    | 9                      | 1505                   | 京都                   | 2016/10/03 （吹田）    |                        |
| W36                    | 6                      | 12                     | 1006                   | 306                    | 11                     | 1506                   | 京都                   | 2016/07/14 （吹田）    |                        |
| 編成 番号              | クハ 682               | モハ 683               | クハ 683               |                        |                        |                        | 所属                   | リフレッシュ工事       | 備考                   |
| V31                    | 501                    | 1301                   | 701                    |                        |                        |                        | 京都                   | 2017/06/06 （金沢）    |                        |
| V32                    | 502                    | 1302                   | 702                    | 2017/03/30 （吹田）    |                        |                        | 京都                   |                        |                        |
| V33                    | 503                    | 1303                   | 703                    | 2018/12/18 （吹田）    |                        |                        | 京都                   |                        |                        |
| V34                    | 504                    | 1304                   | 704                    | 2017/09/01 （吹田）    |                        |                        | 京都                   |                        |                        |
| V35                    | 505                    | 1305                   | 705                    | 2016/04/20 （吹田）    |                        |                        | 京都                   |                        |                        |
| V36                    | 506                    | 1306                   | 706                    | 2016/12/12 （吹田）    |                        |                        | 京都                   |                        |                        |

| ← 金沢大阪 → | ← 金沢大阪 → | ← 金沢大阪 → | ← 金沢大阪 → | ← 金沢大阪 → | ← 金沢大阪 →        | ← 金沢大阪 → |
| ------------ | ------------ | ------------ | ------------ | ------------ | ------------------- | ------------ |
| 編成番号     | クハ 682     | サハ 683     | クモハ 683   | 所属         | リフレッシュ工事    | 備考         |
| R10          | 2710         | 2410         | 3522         | 金沢         | 2016/11/15 （金沢） |              |
| R11          | 2711         | 2411         | 3523         | 金沢         | 2018/11/21 （金沢） |              |
| R12          | 2712         | 2412         | 3524         | 金沢         | 2018/10/10 （金沢） |              |
| R13          | 2713         | 2413         | 3525         | 金沢         | 2017/12/06 （金沢） |              |

| ← 金沢大阪 → | ← 金沢大阪 → | ← 金沢大阪 → | ← 金沢大阪 → | ← 金沢大阪 → | ← 金沢大阪 → | ← 金沢大阪 → | ← 金沢大阪 → | ← 金沢大阪 → | ← 金沢大阪 → | ← 金沢大阪 → | ← 金沢大阪 →        | ← 金沢大阪 → |
| ------------ | ------------ | ------------ | ------------ | ------------ | ------------ | ------------ | ------------ | ------------ | ------------ | ------------ | ------------------- | ------------ |
| 編成番号     | クロ 683     | サハ 682     | モハ 683     | サハ 682     | モハ 683     | サハ 683     | サハ 683     | サハ 682     | クモハ 683   | 所属         | リフレッシュ工事    | 備考         |
| T41          | 4501         | 4302         | 5001         | 4401         | 5401         | 4701         | 4801         | 4301         | 5501         | 金沢         | 2017/07/31 （金沢） |              |
| T42          | 4502         | 4304         | 5002         | 4402         | 5402         | 4702         | 4802         | 4303         | 5502         | 金沢         | 2017/04/12 （金沢） |              |
| T43          | 4503         | 4306         | 5003         | 4403         | 5403         | 4703         | 4803         | 4305         | 5503         | 金沢         | 2016/10/25 （金沢） |              |
| T44          | 4504         | 4308         | 5004         | 4404         | 5404         | 4704         | 4804         | 4307         | 5504         | 金沢         | 2016/12/08 （金沢） |              |
| T45          | 4505         | 4310         | 5005         | 4405         | 5405         | 4705         | 4805         | 4309         | 5505         | 金沢         | 2016/06/23 （金沢） |              |
| T46          | 4506         | 4312         | 5006         | 4406         | 5406         | 4706         | 4806         | 4311         | 5506         | 金沢         | 2015/12/09 （金沢） |              |
| T47          | 4507         | 4314         | 5007         | 4407         | 5407         | 4707         | 4807         | 4313         | 5507         | 金沢         | 2018/02/27 （金沢） |              |
| T48          | 4508         | 4316         | 5008         | 4408         | 5408         | 4708         | 4808         | 4315         | 5508         | 金沢         | 2018/06/12 （金沢） |              |
| T49          | 4509         | 4318         | 5009         | 4409         | 5409         | 4709         | 4809         | 4317         | 5509         | 金沢         | 2017/02/21 （金沢） |              |
| T50          | 4510         | 4320         | 5010         | 4410         | 5410         | 4710         | 4810         | 4319         | 5510         | 金沢         | 2017/06/19 （金沢） |              |
| T51          | 4511         | 4322         | 5011         | 4411         | 5411         | 4711         | 4811         | 4321         | 5511         | 金沢         | 2015/09/24 （金沢） |              |
| T52          | 4512         | 4324         | 5012         | 4412         | 5412         | 4712         | 4812         | 4323         | 5512         | 金沢         | 2016/03/22 （金沢） |              |

| ← 名古屋／金沢・和倉温泉米原 → | ← 名古屋／金沢・和倉温泉米原 → | ← 名古屋／金沢・和倉温泉米原 → | ← 名古屋／金沢・和倉温泉米原 → | ← 名古屋／金沢・和倉温泉米原 → | ← 名古屋／金沢・和倉温泉米原 → | ← 名古屋／金沢・和倉温泉米原 → | ← 名古屋／金沢・和倉温泉米原 → | ← 名古屋／金沢・和倉温泉米原 → | ← 名古屋／金沢・和倉温泉米原 → |
| ------------------------------ | ------------------------------ | ------------------------------ | ------------------------------ | ------------------------------ | ------------------------------ | ------------------------------ | ------------------------------ | ------------------------------ | ------------------------------ |
| 編成番号                       | クロ 683                       | サハ 682                       | モハ 683                       | サハ 683                       | サハ 682                       | クモハ 683                     | 所属                           | しらさぎ色化                   | 備考                           |
| N03                            | 8001                           | 8002                           | 8001                           | 8301                           | 8001                           | 8501                           | 金沢                           | 2015/06/09                     |                                |
| 編成番号                       | クハ 682                       | モハ 683                       | クハ 683                       |                                |                                |                                | 所属                           | しらさぎ色化                   | 備考                           |
| N13                            | 8501                           | 8301                           | 8701                           |                                |                                |                                | 金沢                           | 2015/05/08                     |                                |

### 北陸新幹線敦賀開業後
2025年（令和7年）4月1日現在
| ← 敦賀大阪・名古屋 → | ← 敦賀大阪・名古屋 → | ← 敦賀大阪・名古屋 → | ← 敦賀大阪・名古屋 → | ← 敦賀大阪・名古屋 → | ← 敦賀大阪・名古屋 → | ← 敦賀大阪・名古屋 → | ← 敦賀大阪・名古屋 → | ← 敦賀大阪・名古屋 →        | ← 敦賀大阪・名古屋 → |
| -------------------- | -------------------- | -------------------- | -------------------- | -------------------- | -------------------- | -------------------- | -------------------- | --------------------------- | -------------------- |
| 編成番号             | クロ 683             | サハ 682             | モハ 683             | サハ 683             | サハ 682             | クモハ 683           | 所属                 | しらさぎ色化 （簡易直流化） | 備考                 |
| W31                  | 1                    | 2                    | 1001                 | 301                  | 1                    | 1501                 | 京都                 | 2024/09/26                  |                      |
| W32                  | 2                    | 4                    | 1002                 | 302                  | 3                    | 1502                 | 京都                 | 2024/07/10                  |                      |
| W33                  | 3                    | 6                    | 1003                 | 303                  | 5                    | 1503                 | 京都                 | 2024/10/31                  |                      |
| W34                  | 4                    | 8                    | 1004                 | 304                  | 7                    | 1504                 | 京都                 | 2024/10/05                  |                      |
| W35                  | 5                    | 10                   | 1005                 | 305                  | 9                    | 1505                 | 京都                 | 2024/09/11                  |                      |
| W36                  | 6                    | 12                   | 1006                 | 306                  | 11                   | 1506                 | 京都                 | 2024/11/21                  |                      |
| 編成番号             | クハ 682             | モハ 683             | クハ 683             |                      |                      |                      | 所属                 | 簡易直流化                  | 備考                 |
| V31                  | 501                  | 1301                 | 701                  |                      |                      |                      | 京都                 | 2025/01/31                  |                      |
| V32                  | 502                  | 1302                 | 702                  | 2025/03/15           |                      |                      | 京都                 |                             |                      |
| V33                  | 503                  | 1303                 | 703                  | 2025/01/05           |                      |                      | 京都                 |                             |                      |
| V34                  | 504                  | 1304                 | 704                  | 2025/01/24           |                      |                      | 京都                 |                             |                      |
| V35                  | 505                  | 1305                 | 705                  | 2025/02/14           |                      |                      | 京都                 |                             |                      |
| V36                  | 506                  | 1306                 | 706                  |                      |                      |                      | 京都                 |                             |                      |

| ← 敦賀大阪 → ← 和倉温泉金沢 → | ← 敦賀大阪 → ← 和倉温泉金沢 → | ← 敦賀大阪 → ← 和倉温泉金沢 → | ← 敦賀大阪 → ← 和倉温泉金沢 → | ← 敦賀大阪 → ← 和倉温泉金沢 → | ← 敦賀大阪 → ← 和倉温泉金沢 →                     |
| ----------------------------- | ----------------------------- | ----------------------------- | ----------------------------- | ----------------------------- | ------------------------------------------------- |
| 編成番号                      | クハ 682                      | サハ 683                      | クモハ 683                    | 所属                          | 備考                                              |
| N02                           | 2706                          | 2406                          | 3510                          | 京都                          | 元289系（FH306） リフレッシュ工事未実施（旧塗装） |
| R10                           | 2710                          | 2410                          | 3522                          | 金沢                          |                                                   |
| R11                           | 2711                          | 2411                          | 3523                          | 金沢                          |                                                   |
| R12                           | 2712                          | 2412                          | 3524                          | 金沢                          |                                                   |
| R13                           | 2713                          | 2413                          | 3525                          | 金沢                          |                                                   |

| ← 敦賀大阪 → | ← 敦賀大阪 → | ← 敦賀大阪 → | ← 敦賀大阪 → | ← 敦賀大阪 → | ← 敦賀大阪 → | ← 敦賀大阪 → | ← 敦賀大阪 → | ← 敦賀大阪 → | ← 敦賀大阪 → | ← 敦賀大阪 → | ← 敦賀大阪 → | ← 敦賀大阪 → |
| ------------ | ------------ | ------------ | ------------ | ------------ | ------------ | ------------ | ------------ | ------------ | ------------ | ------------ | ------------ | ------------ |
| 編成番号     | クロ 683     | サハ 682     | モハ 683     | サハ 682     | モハ 683     | サハ 683     | サハ 683     | サハ 682     | クモハ 683   | 所属         | 簡易直流化   | 備考         |
| B31          | 4501         | 4302         | 5001         | 4401         | 5401         | 4701         | 4801         | 4301         | 5501         | 京都         | 2025/02/25   |              |
| B32          | 4502         | 4304         | 5002         | 4402         | 5402         | 4702         | 4802         | 4303         | 5502         | 京都         |              |              |
| B33          | 4503         | 4306         | 5003         | 4403         | 5403         | 4703         | 4803         | 4305         | 5503         | 京都         | 2025/01/22   |              |
| B34          | 4504         | 4308         | 5004         | 4404         | 5404         | 4704         | 4804         | 4307         | 5504         | 京都         | 2025/02/05   |              |
| B35          | 4505         | 4310         | 5005         | 4405         | 5405         | 4705         | 4805         | 4309         | 5505         | 京都         | 2025/01/29   |              |
| B36          | 4506         | 4312         | 5006         | 4406         | 5406         | 4706         | 4806         | 4311         | 5506         | 京都         | 2025/02/12   |              |
| B37          | 4507         | 4314         | 5007         | 4407         | 5407         | 4707         | 4807         | 4313         | 5507         | 京都         | 2025/01/08   |              |
| B38          | 4508         | 4316         | 5008         | 4408         | 5408         | 4708         | 4808         | 4315         | 5508         | 京都         | 2025/02/18   |              |
| B39          | 4509         | 4318         | 5009         | 4409         | 5409         | 4709         | 4809         | 4317         | 5509         | 京都         | 2025/02/08   |              |
| B40          | 4510         | 4320         | 5010         | 4410         | 5410         | 4710         | 4810         | 4319         | 5510         | 京都         | 2025/01/15   |              |
| B41          | 4511         | 4322         | 5011         | 4411         | 5411         | 4711         | 4811         | 4321         | 5511         | 京都         | 2025/03/11   |              |
| B42          | 4512         | 4324         | 5012         | 4412         | 5412         | 4712         | 4812         | 4323         | 5512         | 京都         | 2025/03/05   |              |

| ← 大阪奈良 → | ← 大阪奈良 → | ← 大阪奈良 → | ← 大阪奈良 → | ← 大阪奈良 → | ← 大阪奈良 →        | ← 大阪奈良 →                  |
| ------------ | ------------ | ------------ | ------------ | ------------ | ------------------- | ----------------------------- |
| 編成番号     | クハ 682     | サハ 683     | クモハ 683   | 所属         | 改番 （簡易直流化） | 備考                          |
| N01          | 6701         | 6401         | 7502         | 京都         | 2025/02/26          | 元289系（FH301） 「安寧」編成 |

| ← 敦賀大阪 → | ← 敦賀大阪 → | ← 敦賀大阪 → | ← 敦賀大阪 → | ← 敦賀大阪 → | ← 敦賀大阪 → | ← 敦賀大阪 → | ← 敦賀大阪 → | ← 敦賀大阪 →       | ← 敦賀大阪 → |
| ------------ | ------------ | ------------ | ------------ | ------------ | ------------ | ------------ | ------------ | ------------------ | ------------ |
| 編成番号     | クロ 683     | サハ 682     | モハ 683     | サハ 683     | サハ 682     | クモハ 683   | 所属         | サンダーバード色化 | 備考         |
| A06          | 8001         | 8002         | 8001         | 8301         | 8001         | 8501         | 京都         | 2024/03/06         |              |
| 編成番号     | クハ 682     | モハ 683     | クハ 683     |              |              |              | 所属         | サンダーバード色化 | 備考         |
| A03          | 8501         | 8301         | 8701         |              |              |              | 京都         | 2025/03/10         |              |